# 한일 관계
한일 관계(韓日關係, 일본어: 日韓関係)는 현재 대한민국을 포함하여, 역사적으로 한국 지역과 일본 사이의 외교, 문화, 경제 등의 교류 관계를 가리킨다. 양 지역에 중앙집권적인 정치체제가 생긴 삼국 시대(일본의 경우 아스카 시대) 이래로 한국과 일본은 지리적 인접성으로 인해 정치적·군사·사회·문화·경제 등의 다양한 분야에 있어서 상호 지대한 영향을 주고받았다. 이러한 교류에는 불교와 유교의 전파, 농작물의 전파 등 평화적인 교류부터 임진왜란과 일제강점기 등의 유혈적 관계까지 포함된다. 두 나라의 관계와 이를 둘러싼 국제적 이해관계는 아시아사의 전개에 있어서 중요한 사건이 되어 왔다.
조선은 일본과의 외교에서 기본적으로 교린(交隣) 정책을 유지하였다. 고려 말기부터 번번이 왜구는 한반도의 해안 지대를 침범, 약탈하였는데, 이에 조선 때에 와서는 수군의 군사력을 강화시키기 위해 성능이 뛰어난 대포와 전함을 대량 생산하는 등 이들에 대한 소탕에 노력하였다. 그러나 이후에도 약탈이 계속되자 이를 강력히 응징하기 위하여 1419년(세종 1년), 조선은 왜구의 근거지인 쓰시마섬을 정벌하기도 했다(대마도 정벌). 이에 따라 일본이 평화적인 무역 관계를 요청해 오자, 조선은 부산, 울산 등 일부 항구만을 제한적으로 개방하는 통상 교류를 시작하였고, 조선 통신사를 파견하며 우호적 관계를 유지해 왔다. 그러나 도요토미 히데요시가 정권을 잡은 이후 임진왜란을 일으켜 조선을 침략하자 이러한 관계는 잠시 악화되기도 하였다. 근대에 들어 1868년의 메이지 유신 이후 급격히 성장한 일본과 지속적인 국가의 쇠퇴와 쇄국을 겪은 조선 간의 국력 차는 벌어졌고, 1876년 이후 일본제국은 대륙의 강대국인 청국·러시아와 맞서서 한국에 대한 침략 정책을 시행하기 시작했다. 결국 1905년 을사조약을 맺고 1910년에는 한국을 완전히 합병하였다. 이후 35년간의 일본 통치 하에서의 강압적 식민정책에 대한 반감은 한국 내에서 반일감정과 민족주의가 발달하는 계기가 되기도 하였다.

## 통사

### 고대~18세기의 관계
고대에는 벼농사, 철 및 종이의 생산 기술, 불교, 한의학 등 선진 문화가 한반도를 통해, 또는 중국 대륙에서 직접 일본에 전해진 것으로 알려져 있다. 기본적으로 왜의 한국에 대한 외교정책은 백제와는 우호관계를 맺고, 고구려·신라와는 적대적이었다. 《삼국사기》에 의하면, 기원전 50년부터 기원후 500년까지 무려 33차례나 일본이 신라를 침범한 것으로 기록돼 있다. 백제와의 교류를 제외하면 고구려, 백제본기에 왜가 별로 나타나지 않는 반면 신라에 대한 왜의 침범이 무척 많아 두드러진다.

#### 3세기 이전
기원전 3세기, 한반도의 고구려·백제·신라·가야국으로부터 일본 열도로 사람들의 이동이 시작되었다. 약 2000년 전에 일본으로 간 고대 한국인(야요이인)들이 일본에 벼농사법을 전수해주었다는 것이 일본인 학자에 의해 일본 각지의 초기 논의 구조 형태와 농기구들, 토기, 주거 형태와 부락 등을 통해 고고학적으로 규명되고 있다. 한반도 벼농사의 도래에 관해 교토 대학 사학과의 가도와키 데이지(門脇禎二) 교수는 토기의 고고학 측면에서 다루고 있다.  모름지기 일본의 벼농사 문화는 한반도 남쪽인 한국을 거쳐 직접 전해졌을 가능성이 가장 크다. 한국 특유의 바둑판형 고인돌이 기타큐슈의 조몬 시대(BC 3세기 이전) 후기 말경부터 야요이 시대(BC 3∼AD 3세기) 전기에 만들어졌다고 하는 것과, 한국의 고인돌에 있는 특유한 간석기가 기타큐슈의 야요이 시대 전기 유적에서도 발견되었다는 점 등은 야요이 문화 형성기에 한반도와 기타큐슈 사이에 밀접한 관계가 있었다는 것을 말해준다. 나가사키현의 시마바라 반도에 있는 하라야마 유적을 조사하였더니 조몬 시대 만기의 토기와 함께 한국식 고인돌 무리가 발견됐다. 또한 시마바라 반도의 구레이시바루 유적에서는 벼와 직물이 짓눌린 흔적이 있는 토기가 발견됨으로써 이미 조몬 시대 만기(晩期)에 한국 문화와 접촉이 있었으며, 야요이 문화의 주요 구성 요소 중에 벼와 직물이 조몬 만기의 사회에 전해진 것을 알게 되었다. 일본에 벼농사가 시작된 시기와 관련된 여러 요소를 검토해 보면 그 모든 것이 한반도 남부와 직결된다. 이처럼 벼농사는 한반도를 경유한 것으로 오랫동안 얘기되어 왔다. 그러나 이와 대조적으로 일본에서는 벼 유전자 연구와 각종 유적에서의 출토품, 수경재배 흔적의 증거등으로부터 남쪽의 동남아시아를 경유하여 전래되고, 이후, 일본에서 조선으로 전해진 것이라는 학설이 일본 고고학계에서의 주류가 되었다. 따라서 일본의 각종 역사 교과서의 벼농사의 전래 경로도 수정되고 있다.
문자 기록이 거의 없기 때문에 자세한 내용은 불명확하지만 일본 사가현이 원산지인 흑요석이 한반도(부산 동삼동 패총)에서도 발굴되고 있으며, 매우 광범위한 교역이 이루어졌던 것으로 보인다. 곧 일본의 국력이 증대되면서, 역으로 일본의 문물이 조선에 영향을 주기 시작하였다. 장구형 무덤이 전라남도에서도 발견되고 있다. 이처럼 장구형 무덤이 발견된 것이 임나일본부설의 근거가 될 소지도 있으나, 현재 대한민국 학계에서는 왜의 사람이 백제에 정착하여 살다가 죽을 때 백제의 양식을 따르기보다는 왜 본래의 무덤 양식인 장구형 무덤을 택했다는 설이 우세하다.
기원전 20년에 신라에서 활동한 신하 중에는 왜 출신인 자(호공, 瓠公)도 있었다. 그렇지만, 신라는 건국 초부터 왜의 침범에 시달린 것이 역력하다.  이들은 신라출신이 아닌 가야 또는 백제 등 다른 나라 출신으로서 대부분이 대마도 규슈 북부 또는 가야국에 근거를 두었던 것으로 추정된다. 서기 14년(남해차차웅 11년)에 왜인이 병선 백여 척을 보내 신라의 바닷가의 민가를 노략질하였으므로, 신라는 6부의 날랜 군사를 출동시켜 그들을 막았다. 158년(아달라 이사금 5년) 음력 3월에 왜인이 신라에 내빙하였다. 173년(아달라 이사금 20년) 음력 5월, 왜국의 여왕 히미코가 사신을 보내 신라에 내빙하였다. 193년(벌휴 이사금 10년), 음력 6월, 왜인이 크게 굶주려 신라에 와서 먹을 것을 구하는 자가 천여명이었다.  232년(조분이사금 3년) 음력 4월에는 왜가 신라의 수도 금성을 포위하니, 조분 이사금이 친정하여 왜적을 격퇴하고 1천여 명을 죽이거나 사로잡았다. 233년(조분이사금 4년) 음력 5월 왜가 다시 신라의 동쪽을 노략하니 음력 7월에 이찬 석우로가 사도(沙道)에서 왜인과 싸우는데, 화공으로 왜인들의 배를 불태우고 적병을 수장시켰다. 내물 마립간 때에도 해안가로 왜구의 침입을 많이 당하였다. 364년 음력 4월 왜가 크게 군사를 일으켜 쳐 왔는데, 토함산 아래에 허수아비 수천 기를 세워 마주하게 하였다. 왜병은 수가 많은 것을 믿고 달려들다가 신라 복병에 걸려 크게 패했다. 393년 음력 5월 왜인이 크게 쳐와 금성을 포위하고 닷새가 되도록 풀지 않았다. 장병들이 나가 싸우기를 청하는데 이사금이 거부, 적의 식량이 떨어질 때까지 농성하였다. 적이 퇴각하자 2백 기병으로 퇴로를 막고 보병 1천을 내보내 협공하여 크게 이겼다.
그리고, 가락국은 왜에 철을 공급하였다.

#### 백제와 왜의 교류(4세기 ~ 6세기)

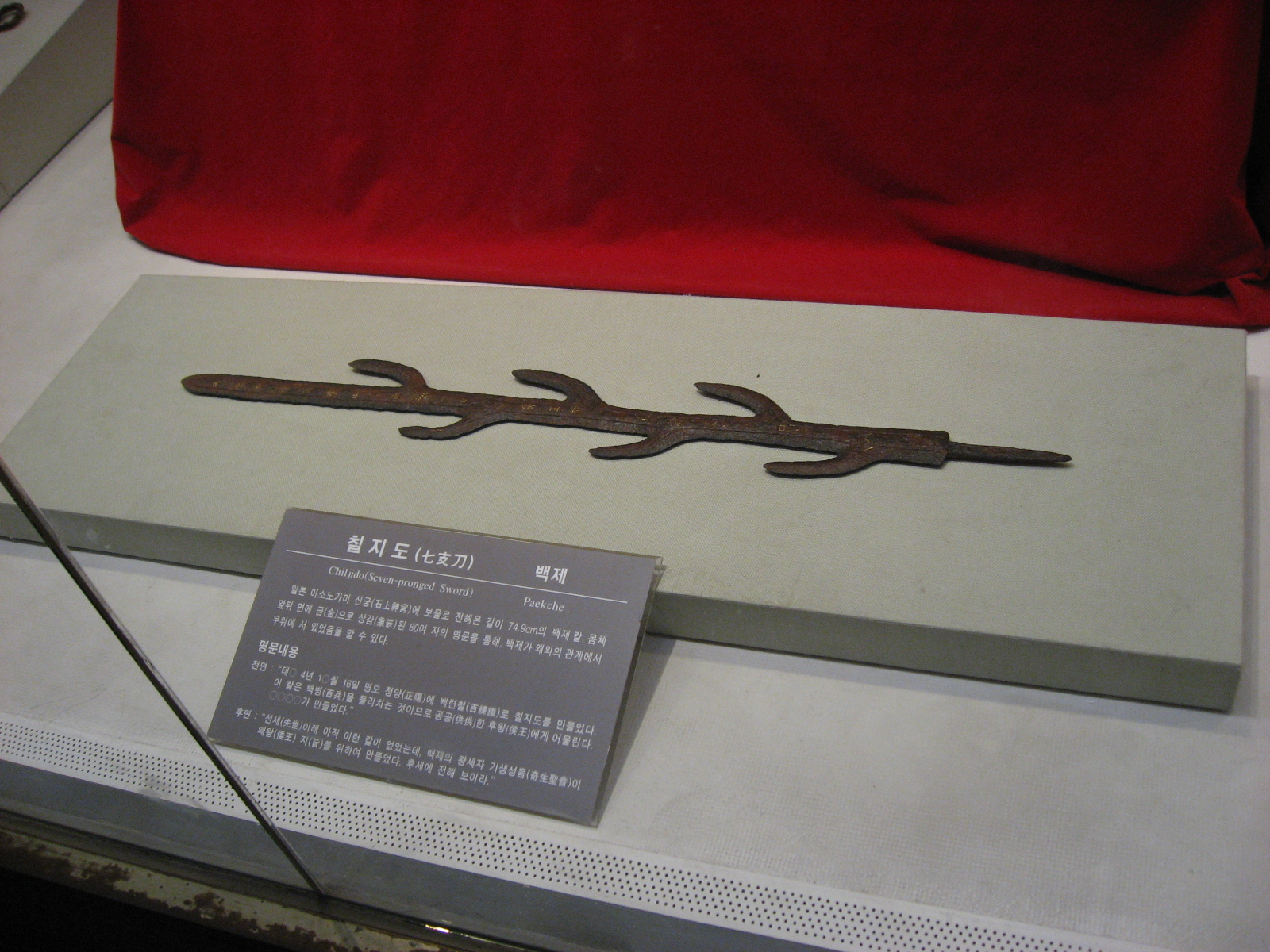
칠지도

고구려·신라·백제가 분립하였던 삼국시대는 7세기까지 계속되었고, 왜(고훈 시대, 250년 ~ 538년)는 백제와의 외교 관계를 6세기 무렵까지 계속하였다. 왜는 백제로부터 불교(6세기)와 한자(4세기) 등 선진 문화를 받아들이며 아스카 문화(538년 ~ 710년)를 꽃피웠고 백제는 신라와의 전쟁 때(7세기) 왜로부터 군사인력을 제공받은 것으로 보인다.  근초고왕(재위 346년 ~ 375년)은 왜와 국교를 수립하고 많은 선진 문화를 전했다. 백제가 언제부터 왜와 통교하고 있었는지는 정확하지 않으나 근초고왕대에 이르러 양국은 활기차게 적극적인 교류를 하였다. 백제와 왜의 국교 수립은 서기 366년(진구 황후 46년, 근초고왕 21년)에 이뤄졌다. 이처럼 왜는 정치적으로 백제와 밀접한 관계를 맺고, 백제로부터 우수한 선진문물을 수입하고, 또 한반도로부터 많은 기술자와 농민이 도래하여 각종 기술을 전하는 등, 백제의 일본 문화 전파는 다방면에서 이루어졌다.  근초고왕 때 유교경전에 밝은 아직기(阿直岐)가 일본의 태자에게 한자를 가르쳤고, 이후 박사 왕인(王仁)은 《논어》와 《천자문》을 전하고 경사를 가르쳤다. 국가 체제를 정비하는 데 있어 유교적 이념은 다른 토착신앙이나 불교보다도 많은 것을 제공했기 때문에, 각 국가들은 고대 사회의 형성기에 유교 사상의 수입에 적극적이었다. 당시 백제가 왜에 보낸 칠지도는 양국의 교류를 보여주는 중요한 유물 중의 하나이다.  백제는 근초고왕 시기 때부터 섬진강 유역으로 진출하여 하구에 위치한 하동을 대왜교역의 거점으로 확보하였다. 백제는 초기에 한성에서 천안을 거쳐 금강상류로 와서 남원에서 섬진강을 타고 하동으로 가는 교역로를 확보하였다. 하동에서 쓰시마섬을 축으로 해서 이키섬, 그리고 규슈의 마쓰우라반도에 이르는 길과 쓰시마섬에서 오키노시마(沖ノ島), 후쿠오카현 북쪽 해안에 이르는 길이 생겨났다.
고구려 장수왕(재위: 412년 음력 10월~491년 음력 12월)의 군사들이 한성으로 남침해 개로왕이 살해(475년) 되고, 왕자인 문주왕(재위 475년~477년)은 위기에 빠진 백제를 구하기 위한 숱한 고민 끝에, 목만치와 함께 남쪽으로 갔다. 여기서 "남쪽"이 일본을 뜻한다고 하는 견해들이 있다. 이러한 견해에 따르면, 목만치는 일본에 건너가 성(姓)을 바꾸어  소가노 마치라는 이름의 귀족이 된다.

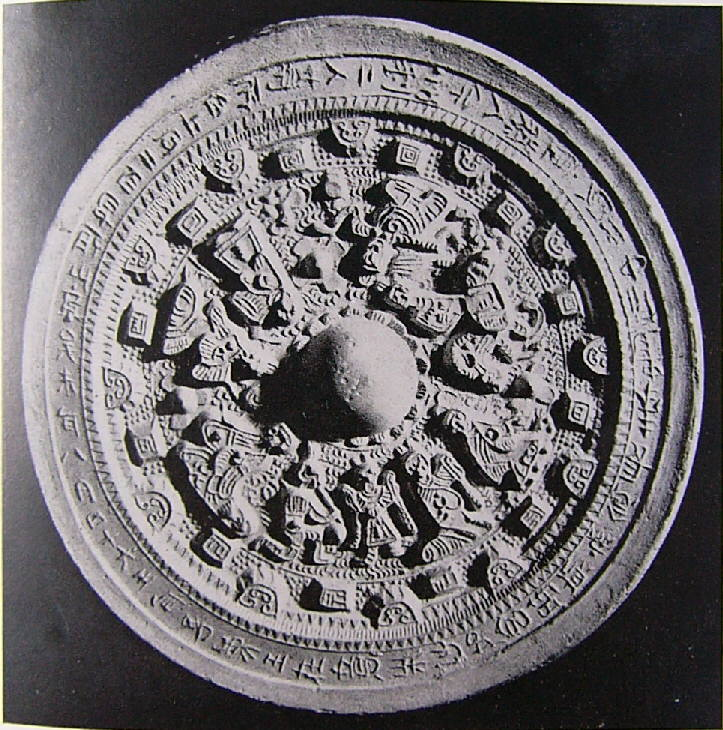
스다하치만 동경

현존하는 인물화상경(5~6세기)은 백제 무령왕(재위 501년~523년)이 게이타이 천황(재위 507년 ~ 531년)에게 선물로 보낸 거울인데, 이것은 백제와 왜의 친밀한 사이를 증명한다.  무령왕은  513년 오경박사 단양이(段楊爾)와 516년 고안무(高安茂)를 일본에 보내어 백제의 문화를 일본에 전해주기도 하였다.  무령왕의 왕위를 계승한 성왕(재위 523 ~ 554년)도 일본과의 우호관계를 이어갔다. 성왕 때, 백제는 일본에 불교를 전파했다(538년). 성왕은 긴메이 천황(재위 539년 ~ 571년)에게 사신과 함께 불상 및 불경을 보냈다. 이때 백제에서 건너온 물품 속에는 불교의 교리는 탁월하나 난해하고, 그것을 믿으면 무한한 복이 있을 것이라는 편지도 있었다. 불교의 수용을 둘러싸고 왜국 조정은 큰 소용돌이에 빠졌다. 긴메이 천황과 소가노 마치의 후손이자 호족인 소가노 이나메(蘇我稻目)는 불교를 수용하려 했으나 또다른 호족 모노노베노 오코시(物部尾輿)와 나카토미노 가마소(中臣鎌子)가 이에 반대하였으므로, 긴메이 천황은 둘 사이에서 시달리게 되었다. 그리고, 백제는 석가불금동상 1구, 번개(幡蓋) 약간, 경론(經論) 약간권을 딸려서 달솔 노리사치계(怒唎思致契) 등을 일본에 파견(552년)하였다. 이 번개는 그 장엄함이 기록되지 않았으나 《일본서기》에 기록될 정도이므로 보통이 아니었음을 알 수 있다.  552년에는 사원 건설을 위해, 많은 학자와 기술자를 비롯하여 의사나 음악가까지 파견하였다. 이렇게 성왕은 일본에 불교를 전파하도록 하였으며 성왕은 또한 의박사 · 역박사 등의 전문가와 기술자를 교대로 파견하여 일본에 선진문물을 전파하는 데 기여하였다.

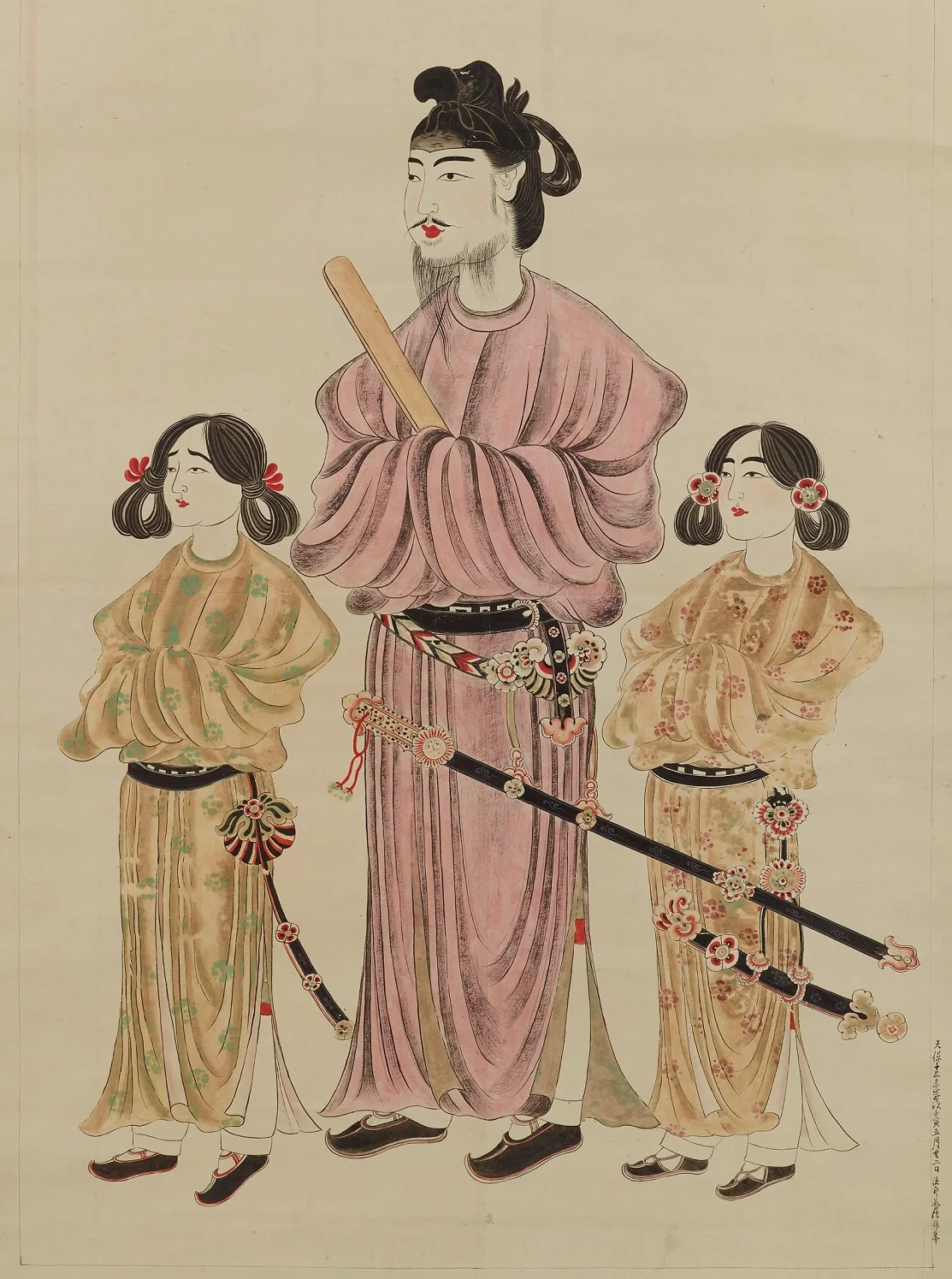
백제로부터 불교를 적극적으로 수용한 쇼토쿠 태자와 동생(왼쪽: 에구리 황자)과 장남(오른쪽: 야마시로 황손),8세기 목판 복제

위덕왕(재위 554년 ~ 598년) 때에도 교류가 이어졌다. 577년(위덕왕 24년, 비다쓰 천황 6년)에는 백제에서 일본으로 경론 몇 권, 대대적인 학자와 율사·선사·비구니·주금사 등 승려 집단, 불상 만드는 기술자, 사찰을 지을 목수들이 파견되었다. 이때부터 일본에서는 절과 부처 등을 만들었다. 그 뒤, 금속공예사, 기와 굽는 기술자들까지 건너갔다.   신라에서도 579년에 승려와 불상을 보냈다. 583년에는 비다쓰 천황의 요청으로 고승 일라(日羅)가 건너갔다. 584년 백제는 다시 왜국에 불상 1구와 미륵상 1구를 보냈다. 이때 대신으로 있던 소가노 우마코(蘇我馬子, (551년?~626년)는 소가노 이나메의 아들이었는데, 우마코도 부친 소가노 이나메의 불교 수용에 대한 유언에 따라 이 불상을 받아들이려 했다. 588년(위덕왕 35년)에 백제는 불사리(佛舍利)와 승려 여섯 명,  노반박사(鑪盤博士)로서 장덕(將德) 백매순(白昧淳),  와박사(瓦博士)로서 마나문노(麻奈文奴) · 양귀문(陽貴文) · 석마제미(昔麻帝彌) 등 네 명,  화공(畵工) 한 명 등 사찰 건설에 필요한 기술자를 일본에 파견하여 백제의 공예미술이 일본에 널리 전파되었다. 소가노 우마코는 불교 수용에 적극적인 성향을 보여, 마찬가지로 불교 수용에 관심을 보이던 쇼토쿠 태자와 연대하여, 불교 수용에 반대하는 배불파(排佛派)이자 국신파(國神派)인 모노노베노 모리야(物部守屋)와 정쟁을 되풀이한 끝에 승리를 거두어 오무라지(大連)인 모노노베 씨를 타도하고 중앙 권력의 정점에 섰다. 모노노베 씨는 백제에서 불교까지 들어온다면 자기네의 선주(先住) 신앙과 조정에서의 세력이 더욱 약화될 것을 우려하고 있었다. 602년 관륵(觀勒)이 일본에 건너가 천문·책력·지리·둔갑방술(遁甲方術) 등에 관한 많은 책을 전하고, 불교를 전파하였다.

#### 신라와 왜의 대립과 갈등 (7세기 초중반)
649년 신라는 김다수(金多遂)가 왜국에 파견되는 등 왜에 대한 외교 공작이 활발해졌다. 645년에 왜에서 나카노오에 황자(훗날 덴지 천황)가 쿠데타를 일으켜 집권하자, 급진 개혁 세력은 당과 그 동맹국 신라를 자국의 중앙집권화를 위한 개혁 모델로 삼아 다이카 개신이라는 정치개혁을 추진하면서 왜는 신라와 빠른 속도로 가까워졌다. 당시 신라의 실력자였던 김춘추도 직접 왜로 건너가 왜 조정과 교섭하면서, 왜의 귀족들에게 "용모가 아름답고 말이 시원시원하다"는 인상을 심어주기도 했다.(647년) 백제를 없애기 위해서는 백제의 오랜 동맹국이었던 왜를 백제로부터 떼어내는 것이 신라로서는 중요한 문제였다. 하지만 백제와 왜를 갈라놓으려는 신라의 외교는 결국 실패로 돌아갔는데, 이에 대해서는 대체로 백제 계통으로 추정되는 왜의 유수의 호족 소가(蘇我) 일족과 긴밀한 통혼 관계에 있던 나카노오에 황자가 649년부터 왜국의 실권을 잡게 되는 등의 왜의 내부 사정으로 친백제 경향이 친신라 경향보다 훨씬 우세해진 데에 있다는 지적이 있다. 이 무렵 왜 조정의 외교 정책에 대해서는 여러 설이 있지만, 당이 왜와는 비교적 사이가 소원했던 고구려가 아닌 전통적인 우호국 백제를 바다 쪽에서 공격할 가능성이 타진되면서 왜는 전통적인 우호 관계였던 중국 왕조(당)와 한반도의 왕조(백제) 사이에 양자택일을 강요당해야 했던 것은 분명하다. 또한 신라의 급속한 당풍화가 왜에 불안을 가져왔다는 지적도 있다. 하쿠치 2년(651년)에 신라에서 왜에 파견한 사찬 지만(知萬)이 당의 관복을 입고 있는 것을 보고, 이를 '불쾌하게' 여긴 왜의 좌대신 코세노 토쿠타(巨勢徳陀子)가 왜의 실질적인 실력자였던 나카노오에 황자(中大兄皇子, 후의 덴지 천황)에게 신라 정벌을 진언했으나 받아들여지지 않았다.

#### 백제의 멸망과 왜의 한반도 개입 (7세기 중후반)
의자왕(재위 : 641년 ~ 660년) 13년(653년) 백제는 여전히 왜와 우호를 통하고 동왕 16년(656년)과 17년(657년)에는 왜국에 앵무새·낙타·당나귀 등의 희귀품을 선물한 바 있다. 660년에 나·당 연합군의 공격으로 일본의 동맹국인 백제의 수도 사비성이 함락되어 백제는 멸망하였다. 그 직후, 복신이 이끄는 부흥군은 부여풍을 왕으로 추대하였다(661년) 《삼국사기》와 《일본시기》의 두 기록을 종합해 보면 부여풍은 631년 외교사절로 왜국에 30년간 거주하고 있었다. 《일본서기》는 "백제 의자왕이 왕자 풍장을 보내 질(質)로 삼았다" 고 적고 있고, 《삼국사기》에서도 "일찍이 왜에 질(質)로 가 있던 옛 왕자 부여풍을 맞아 왕으로 삼았다" 고 기록한다. 부흥군과 부여풍은 왜에 원병을 요청했다. 왜는 이에 응하여, 병력과 물자를 원조하였다. 663년 8월, 전권을 장악하고 있던 복신과 부여풍의 대립이 격화되어 결국 복신이 부여풍에게 살해당한 뒤, 부여풍은 다시금 고구려와 왜에 사신을 보내 원병을 청했다. 귀실복신의 죽음과 백제 부흥군 지도부의 분열을 기회로 신라는 서둘러 백제 부흥군을 진압하고자 했고, 당은 웅진도독부의 유인원의 증원요청에 따라 유인궤(劉仁軌)가 인솔하는 수군 7천 명을 한반도에 파병했다. 육지에서는 당의 손인사(孫仁師)·유인원 그리고 신라의 문무왕이 이끄는 군사들이, 바다에서는 당의 두상(杜爽) 및 옛 백제의 태자였던 부여융(扶餘隆)이 이끄는 170여 척의 수군이, 수륙협공으로 백제 부흥정부의 수도 주류성으로 진격했다. 이때 육지에서는 백제의 기병이 진을 치고 신라군과 맞섰고, 바다에서는 왜에서 온 함선들이 강변의 모래밭에 정박해 있었다. 왜병 선단은 전군을 셋으로 나누어 공격했지만 전술 및 간조의 시간차로 인해 당군에 비해 수적으로 우세였음에도 불구하고 네 번 모두 대패했다. 수적으로 우세였던 왜의 수군이 당 신라에 이렇다 할 만한 손실을 입히지도 못한 채 궤멸되고 만 것은 선박 건조 기술이나 수군의 전략, 군사 훈련 차원에서 당시 왜가 동아시아에서 얼마나 후진적이었는지는 보여주는 사건으로 꼽힌다. 왜병의 장수였던 에치노 다쿠쓰는 하늘을 보며 맹서한 뒤 이를 갈며 수십 명을 죽이며 분전했지만 끝내 전사했고, 규슈의 호족이었던 치쿠시노기미 사쓰야마(筑紫君薩夜麻)도 당병에 붙들려 8년 동안이나 포로로 당에 억류되어 있다가 귀국을 허락받았다(→백강 전투).
백강 전투에서 패한 뒤 일본은 백제의 멸망으로 대거 유입된 난민들을 수용하였다. 일본의 황자 나카노오에는 나당연합군의 침략 위협에 대한 공포로 방어 전쟁을 준비하였다. 즉, 쓰시마(対馬) · 이키(壱岐)와 북큐슈의 각지에 사키모리(防人, 변경수비대)와 봉수를 설치하고, 북규슈에 평지성인 미즈키(水城)을 축조하였다. 또 쓰시마로부터 북큐슈, 기나이의 왕도에 이르는 국방상의 요새에 망명해온 백제 유민들로 하여금 오노성(大野城, 665년)과 카네다 성(金田城, 667년)이라는 조선식 산성을 축조하고 북큐슈에는 군정기관으로서 다자이후(大宰府)를 설치하였다. 이와 같이 왜는 신라나 당과의 대립은 깊어졌다. 그러나 또한 한반도의 새로운 패권 세력인 신라와 친해지지 않으면 신라와 당의 연합이 왜국을 크게 위협할 수도 있다는 판단 아래, 왜는 서둘러 665년부터 신라와의 국교를 정상화하고, 왜의 중신이던 나카토미노 가마타리가 나서서 신라의 문무왕과 함께 신라 조정의 실력자였던 태대각간 김유신에게 선물 공세를 취하는 등, 8세기 초까지 당과는 거의 교류를 하지 않으면서도 신라와의 교류에는 적극적이었다. 이는 훗날, 원효나 의상 등의 신라 승려들이 나중에 신라 본국보다 일본에서 더 유명해질 수 있는 정치·외교사적 배경이 되었다고 여겨진다. 이후, 나당전쟁으로 인해 신라와 당의 관계는 매우 악화되었고 신라는 당과의 전쟁위험이 존재하는 동안 후방의 위협을 제거할 목적으로 일본과의 관계를 회복하여 720년까지 교류를 증진하며 관계를 돈독히 하였다. 성덕왕 2년(703년) 204명에 달하는 일본국 사신을 받아들일 정도로 성덕왕 초기에는 우호관계에 있었다.  일본에 대한 《삼국사기》의 기록은 다소 소략해 일본 쪽 자료를 보충하지 않을 수 없지만, 양쪽 자료를 종합해보면 670년부터 779년까지 한 세기 동안 신라 사신들이 일본에 39차례나 파견됐다. 같은 기간에 일본 사신들은 신라를 25차례 방문했다. 그 기간에 당나라로 견당사(遣唐使)를 보낸 것은 불과 10차례였다.
삼국 중 백제가 왜와 교류가 가장 깊었기 때문에 왜의 귀족층에는 백제계 도래인의 자손이 많이 있었다. 백제를 일본어로는 "구다라"라고 하는데,  백제가 멸망한 뒤에도 부여풍의 남동생·선광의 자손은 왜 왕실으로부터 구다라노코니키시('백제왕')의 성을 받아, 백제의 왕통을 전하게 된다. 간무 천황(재위 781년~806년)의 어머니인 다카노노 니가사는 백제 무령왕(재위 501년~523년)을 조상으로 하는 도래인 야마토씨의 출신이다. 일찍이 한반도 남쪽에서 배를 타고 거센 물결을 헤치며 열도로 건너간 백제인들은 현재의 오사카시에 몰려 살면서 '쿠다라스'(백제주, 일본어: 百濟洲)라는 새로운 삶의 터전을 만들기 시작했다. 또한 오늘날까지 당시 백제인이 만든 관계용 저수지인 백제지,  백제씨 일족이나 백제 마을 등도 남아 있다.

#### 외교 갈등의 악화 (8세기 초)
그러나 일본은 당의 율령체제를 모방해 국가체제를 정비하고(→701년, 다이호 율령) 천황중심의 일본식 중화사상에 입각한 대외이념을 표방하면서 신라를 자신들의 번국(藩國)으로 간주하는 야량자대(夜郞自大)적인 태도를 표출하기 시작했다. 《일본서기》등이 편찬(720년)되면서 소위 진구 황후의 삼한정벌설이 조작된 것도 이즈음이었다.
당시에 상승일로의 국세에 있던 신라로서는 이런 일본의 태도를 용납할 수 없었고 720년 경부터 두 나라의 관계는 악화일로를 치닫기 시작했다.  또한, 일본의 무례한 태도도 도를 넘어 급기야 일본이 사신을 파견해 조공을 강요하다가 추방당하는 지경에 이르렀다. 신라에서도 사신을 파견했다가 다자이후(太宰府)에서 쫓겨나기도 했다. 7세기 후반에 설치된 다자이후는 신라와 당나라 등 외국 사신들이 입국할 때 외교 절차를 거치던 곳인데, 《속일본기》에는 이곳에 온 신라 사신들을 그냥 돌려보낸 몇 차례의 사건들이 기록되어 있다. 사신을 돌려보낸 이유에 대해 일본은 신라가 믿음이 없고 예의가 없기 때문이라고 했다. 특히 8세기, 신라와 일본 사신의 외교 마찰은 심각했다. 신라로 간 일본 사신들도 오만하고 무례하다는 이유로 왕을 보지 못하고 돌아오기가 수 차례, 서로 쫓아내고 쫓겨나는 외교분쟁이 끊임없이 불거졌다.
이러한 대립 무드는 성덕왕 후반에 이르러 전쟁으로까지 확대되었다. 《해동제국기》(海東諸國記)에는 성덕왕 19년(720년)에 신라가 일본의 서쪽 변방을 쳤다고 기록하고 있다. 21년(722년) 10월에 모화군(毛火郡)에 모벌군성(毛伐郡城)을 쌓아 관문으로 삼고, 일본의 적들의 길을 막았다. 성의 둘레는 6,792보(步) 다섯 자에 동원된 역도(役徒)는 39,262인이었으며, 책임자는 원진(元眞) 각간이 맡았다. 이는 경주의 동남쪽 경계였다. 30년(731년)에는 동쪽 해안으로 쳐들어온 일본의 병선 300척을 격퇴하고, 가을 9월에 백관에게 명하여 적문(的門)에 모여 수레 쇠뇌[車弩] 쏘는 것을 관람하는 등의 군사훈련을 실시했다.

#### 일본의 신라 정벌 계획 (8세기 중반)
양국간의 극한의 대립은 신라의 경덕왕대(742년 ~ 765년)이자 일본의 후지와라 나카마로의 집권기에 절정에 달해 있었다. 경덕왕 원년(742년) 10월 일본국 사신이 이르렀으나 받아 들이지 않았고, 753년 8월에도 일본국 사신이 이르렀는데, 오만하고 예의가 없었으므로 왕이 그들을 접견하지 않자 마침내 돌아갔다. 755년 당시에 아시아의 초강대국이었던 당나라에 안사의 난이라는 대규모 내란이 발발했다. 이로 인해 당나라가 외부에 눈을 돌릴 틈이 없게 되자 이틈에 일본은 당나라의 영향력을 배제한 채 신라를 도모할 궁리를 했고 이는 후지와라노 나카마로 본인의 정치적 야심과 맞물려 진행되었다.
이에 당시에 신라 등 외국과의 외교를 관장하는 관청인 다자이후에서 신라정벌을 목적으로 태제부조행군식(太宰府造行軍式)이라는 세부적인 계획안을 마련해 이를 실천하기 시작했다. 756년 일본조정은 북 큐슈에 이토 성(怡土城)을 축조했다. 여러 가지 축조기술을 동원해 견고히 건설된 성은 근방에 주선사(主船司)라는 관청과 용광로와 무기제조공장을 세우는 등 대규모의 병참기지로서 기능했다.
759년에는 3년후인 762년을 기한으로 호쿠리쿠도·산인도·산요도·난카이도 4도에 할당량을 제시해 500척의 전함을 건조하도록 지시한데 이어 761년에는 미노국(美濃國)·무사시국(武藏國)에서 20명씩의 소년을 징발해 신라어 교육에 들어가는 등 준비는 유래가 없을 만큼 대규모적으로 진행되어 갔다.
안사의 난을 정점으로 쇠퇴의 길을 걷고 있던 당나라와 마찬가지로 신라도 중대 후기에 들어서면서 서서히 혼란스러운 정치 · 경제적 상황을 맞이하고 있었으나 일본의 움직임을 파악하고 모벌성(毛伐城)에 노당(弩幢)을 증원하는 등 준비를 갖추었다. 경덕왕 대에는 군을 중앙의 6기정(六畿停)과 지방의 9주정(九州停)으로 재편하는 등 신속한 군대동원을 위한 군제개혁도 단행했다.
757년 일본은 신라에 파견되었다가 쫓겨난 경험이 있던 오노 타모리(小野 田守)를 단장으로 처음으로 견발해사를 파견하기 시작해 759년과 760년에 연이어 발해에 사신을 파견했다. 일본이 발해와 적극적으로 교류한 원인은 신라가 일본과 발해 양국을 동시에 상대할 수는 없으리라는 계산이 있었기 때문이며 전쟁시엔 발해의 협공과 지원을 받아내기 위해서였다.오노 타모리는 귀국길에 발해장군 양승경(楊承慶)이 인솔하는 발해사절단을 같이 데려왔고 일본 측은 양승경에게 파격적인 대우를 해주면서 발해의 참전을 촉구했다. 그 후에도 신라침공일정이 짜여져 있던 762년, 고구려 왕실의 후손인 고마노 오야마(高麗大山)를 단장으로 견발해사를 파견했지만 발해는 견발해사에 대한 답례사신에 의례적으로 파견되던 무관을 대신해 문관인 왕신복(王新福)을 파견하는 것으로 일본의 신라침공계획에 사실상 거절의사를 표시했다. 당시 발해는 신라와 우호관계를 맺고 교류를 시작하고 있었기에 굳이 일본과 손잡고 신라를 공격할 이유가 없었기 때문이다. 결국 일본은 나카마로의 몰락 등으로 신라침략계획을 접을 수밖에 없었고 신라정토계획도 역사의 뒷편으로 사라졌다.

#### 무역의 지속 (8세기)
한편, 무역에 있어서는 신라와 왜가 긴밀하게 통교하였다. 통일 신라와 일본의 무역은 일본의 사절단을 통한 공무역과 상인들에 의한 사무역이 이루어졌는데, 사절단의 공무역은 대당무역에 비해 빈번하지 않았다. 사절단 일행은 최대 수백명에 이르렀는데, 그들 중에는 다수의 상인도 포함되어 이들에 의한 사무역이 주로 이루어졌다. 공무역은 주로 사절단이 건너 와서 예물을 바치면 후대해서 보내는 것이 원칙이었지만, 사절단이 무례한 행위를 할 경우 접견을 거부하고 돌려 보내기도 하였다. 쇼소인에 남아 있는 보물을 통해, 신라와 나라 시대의 일본이 활발히 교류하였음을 알 수 있다. 여기에 보관된 보물 중에는 신라의 공방에서 만든 생활용품 ·공예품·문방사구 등이 있다. 구체적인 물품의 종류는 〈매신라물해〉(買新羅物解)라는 문서에 보이고 있는데, 이 문서는 일본에 들어 온 신라물건을 사기 위해 일본의 관인·귀족들이 물품의 종류와 가격을 적어 관청에 올린 문서이다. 여기에 나타난 물건의 종류를 보면 각종 금속공예·기물·모직가죽제품·불교관계의 물건·약물·향료·염료 등 다양하다.

#### 신라와 당 對 발해와 일본의 대립 (9세기)
신라와 당나라가 서로 대립하면서 양국은 각각 일본을 자기 세력으로 끌어들이려고 일본에 국교를 요청하였으며, 일본은 견당사(遣唐使)와 견신라사(遣新羅使)를 파견하였다. 사절과 유학생이 많았던 것은 당나라보다 가깝고 항해에 안전한 신라쪽이었다.  마침내 799년 일본은 신라사(新羅使)의 파견을 중단하였다. 당시 일본은 일본을 상국(上國)으로 받드는 발해와는 계속 왕래해도 대등외교를 표방하는 신라와는 외교관계를 단절하였다. 그런데도 《삼국사기》에 의하면, 803년 7월에 일본과 교빙하여 우호를 맺고 다음 해 5월에 일본이 황금 300냥을 진상 했으며, 882년 4월에도 일본 국왕이 사신을 보내 황금 300냥과 명주 10개를 헌상했다 한다. 그러나 일본이 신라에 사신 파견을 정지한 터에 황금을 받쳤다는 것은 신뢰하기 힘들다.  신라와 일본의 관계가 “9세기 이후 정상화되었다”는 주장도 있으나, 이것은 아전인수라는 주장도 있다.
당과 교역을 하면서도 항상 견제를 하던 발해는 812년 당의 요구에 따라 신라가 발해원정에 참여하자 신라를 적대시하는 반면 신라에 반감을 가지고 있던 일본과 동맹을 추구했다. 따라서 정세는 신라와 당, 발해와 일본의 이분구도를 이루게 되었다. 일본은 836년 견신라사 파견을 중단하고 838년에는 견당사 파견을 중단하여 발해와의 관계만을 유지했다.

#### 왜구 퇴치와 교린 정책
고려 말부터 조선 초에 걸쳐 한국의 연안을 노략질하던 왜구에 대한 퇴치 문제는 한국과 일본과의 관계에서 큰 숙제의 하나였다. 13세기에서 16세기까지 고려와 조선은 중국과 조선을 침략하던 일본인 해적인 왜구의 본거지인 쓰시마섬을 정벌하였다(대마도 정벌). 조선 태조는 즉위하자 곧 아시카가 막부와 교섭하여 왜구를 다스려 줄 것을 청하였으며 몇 년 뒤에는 정식으로 교린(交隣)관계가 성립되었다. 중국의 왕조에 대한 사대정책과 함께 조선 시대 외교정책의 근간을 이루게 된 이러한 교린정책은 일본 이외에 여진에 대해서도 행하여졌다. 그 뒤에 일본에 대하여 여러 가지 회유책(懷柔策)을 써서 통상의 편의를 주었음에도 불구하고, 왜구는 역시 근절되지 않았으므로 1419년(세종 1년)에는 왜구의 소굴인 쓰시마섬을 대대적으로 정벌(제3차 대마도 정벌)한 일도 있었다. 그리하여 한때 왕래가 끊어졌는데, 생활의 위협을 받게 된 대마도주(對馬島主) 소오(宗貞盛)는 사신을 보내어 다시 통교(通交)할 것을 누차 청하여 1426년(세종 8년) 내이포, 부산포, 염포 이렇게 삼포(三浦)를 열어 교역을 허가하였다.(삼포 개항)
이렇게 하여 내왕 교역하는 데 편리하게 되자 왜선은 더욱 자주 오고 내왕하는 사람들도 너무 많아지므로, 1443년(세종 25년)에는 대마도 도주와 대마도와 조선간의 세견선(歲遣船)에 관한 조약(계해조약)을 맺어 일본의 무역선은 50척으로, 조선에서 주는 곡물은 200석으로 제한하였고 부산포, 제포, 염포의 세곳을 개항하는 것으로 통상에 제한을 가하였다. 이 밖에 일본 사신을 접대하는 데도 규정이 있어서, 일본의 국왕·거추(巨酋)·규슈 단다이(九州探題)·대마도 도주·제추(諸酋) 등이 보내는 사신에 대해서는 각각 차등을 두어 영송(迎送) · 체재비(滯在費) 지급 · 상경(上京) 인원수 · 연회(宴會) · 물품 사여 및 삼포에서 머무르는 기한 등을 정하였다.
왜사선(倭使船)이 삼포에 도착하면 도서(圖書)나 문인(文引)을 검사하고 서울에 보내어 진상물(進上物)을 바치게 하였으며, 조선에서는 이에 대해서 회사품(回賜品)을 주었다. 일본 사신이 서울에 오면 동평관(東平館)을 유숙소로 쓰게 하였다. 이때 일본의 진상물은 은(銀)·동·연·유황·소목(蘇木)·단목(丹木)·백반(白礬)·감초·호초·수우각(水牛角)·상아 등이었으며, 회사품은 면포(綿布)와 쌀을 비롯하여 서적·저포(苧布)·마포(麻布)·인삼·표피(表皮) 등으로서 한국과 중국과의 경우처럼 일종의 관무역이었다.
이 밖에 역시 왜관을 중심으로 사무역이 행하여지기도 하였다. 이와 같이 조선과 일본 사이의 통교가 어느 정도 정상화되자 왜구도 훨씬 줄어들었으나, 1510년(중종 5년)에 삼포에 거주하던 일본인이 반란을 일으켜 다시 삼포를 폐쇄하고 대마도와 통교를 단절하였다. 그 뒤에 대마도주는 아시카가 막부를 통하여 다시 교역해 줄 것을 애원하므로 임신약조(壬申約條)·정미약조(丁未約條) 등을 맺어 전에 비해 훨씬 엄격한 제한 아래 통교할 것을 허락하였다.

#### 임진왜란과 통신사
그러던 중 1555년(명종 10년)에는 왜선 60여 척이 전라도 연안을 노략질하여 전라 병사 원적(元績)·장흥부사(長興附使) 한온(韓蘊) 등이 전사하는 불상사가 일어났으니 이를 을묘왜변이라 일컫는다. 정부에서 비변사라는 특별기관을 설치한 것은 이 왜변이 직접적인 계기가 되었다. 그 뒤에도 왜구의 노략질이 심하였기 때문에 일본인의 내왕을 금하였고, 두 나라 사이의 정식 교섭도 정지되었다. 한편 선조 초기 일본에는 도요토미 히데요시가 나타나 전국(戰國)의 혼란을 수습하고 전국을 통일하였으며 이에 따라 왜구의 활동은 억제되었다.
임진왜란은 1592년(임진년, 선조 25) 일본이 조선을 침략하면서부터 시작되어 1598년(선조 31)까지 이어진 전쟁을 말한다. 조일전쟁, 또는 정유재란과 구분하여 제1차 조일전쟁으로 부르기도 한다. 통상적으로 왜란이라고 부르기도 하지만 삼포왜란과 같은 이른바 ‘일본인들의 소요’가 아니라 ‘국가 간의 전쟁’이므로 이러한 명칭은 옳지 않다. 1592년 도요토미 히데요시는 대륙경략(大陸經略)의 계획을 세우고 대군(大軍)을 보내어 조선을 침략함으로써 전후 7년에 걸친 대란(大亂)의 전단(戰端)을 열었다. 그리하여 일본군은 한국 전토를 유린하여 국민의 사상자는 헤아릴 수 없이 많았고, 국가의 재정은 극도로 피폐하여졌다.일본은 개전 초반에 한양을 포함한 한반도의 상당 부분을 점령하였으나 중반에 이르면서 조선군과 의병의 강렬한 저항, 명나라의 조선 지원 등에 의해 7년 만에 패배하여 완전히 철수할 수밖에 없었다.
임진왜란은 조선 시대 최대의 사건이었으며 정치·문화·경제와 일반 백성들의 생활과 언어, 풍속에 이르기까지 거의 모든 면에 막대한 영향을 끼친 전쟁이었다. 대체로 이를 기점으로 조선 시대를 전기와 중기로 구분한다. 이와 반대로 일본은 한국의 도자기·활자·주자학 등을 가져감으로써 그들의 문화는 크게 향상되었다. 이 난을 계기로 일본에서는 도요토미가 망하고 도쿠가와(德川家康)가 새로 정권을 잡게 되었다.

도쿠가와는 조선과의 평화적인 국교를 바라고 수호하기를 청하였으나, 여기에 좀처럼 응하지 않다가 1607년(선조 40년)에야 처음으로 일본에 통신사(通信使)를 파견함으로써 국교가 다시 열렸다. 그 뒤 18세기 초에 이르기까지 모두 12회 다녀왔다.
일본은 통신사와 그 일행을 통하여 높은 수준의 문화를 접촉할 수 있는 기회를 가졌으므로 한국 통신사들은 대체로 그곳에서 큰 환영을 받았다. 그러나 막말(幕末)의 소란기를 당하여서는 내외의 정세가 복잡하였으므로 국교는 서로 정지 상태에 빠졌다. 그 뒤 막부를 넘어뜨리고 메이지유신정부(明治維新政府)를 새로 수립한 일본은 왕정복고(王政復古)를 통고하고 국교를 새롭게 할 것을 요구하였으나, 조선은 쇄국 정책을 펼치면서 일본에서 보낸 국서를 거부하여 왔다. 이로 인해, 한때 일본에서는 정한론(征韓論)이 시끄럽게 일어나기도 하였다.

### 19세기 ~ 20세기 전반: 일본의 한반도 침략과 식민지배

#### 제국주의 열강의 침투
1873년 음력 11월, 고종이 친정을 선포하면서 10년간 정권을 쥐고 있던 흥선대원군이 실각하고 명성황후를 필두로 한 여흥 민씨 정권이 들어서게 되었다. 이에 따라 자연스레 통상 개화론자들이 대두되면서 조선의 대외정책은 조금씩 변하기 시작했다. 이런 상황에서 조선과의 평화적인 교섭을 포기한 일본은, 1875년(고종 12년) 음력 9월 20일 통상조약 체결을 위해 일본 군함 운요호가 불법으로 강화도에 들어와 측량을 구실로 정부 동태를 살피다 수비대와 전투를 벌인 운요호 사건을 일으켰다. 일본은 이러한 무력을 배경으로 조선에게 개항을 강요하였다. 이에 대해 조선에서는 찬반 양론이 엇갈렸으나 결국 개항 찬성론자들의 입지가 강화되어 1876년 음력 2월 3일 일본과 강화도 조약을 체결하여 문호를 개방하였다. 이로써, 쇄국정책을 써오던 조선은 부산, 인천, 원산항을 개항하게 되었다. 이 조약을 체결한 뒤부터 일본 세력은 점차 국내에 침투하여 협박과 간계(奸計)를 일삼다가 1910년에는 한국의 주권을 강탈하기에 이르렀다. 이어서 고종은 일본에 파견한 수신사 김홍집이 귀국할 때 가져온 《사의조선책략》이라는 책을 읽고 깊은 인상을 받았으며, 그에 따라 조선 조정은 부국강병을 목표로 개화파 인물을 등용하여 개화 정책을 추진하였다. 뒤이어 일본에 신사유람단을, 청나라에 영선사를 파견하였다.

#### 임오군란과 갑신정변
1882년 7월 19일(음력 6월 5일) 군료 배급과 관련하여 우발적으로 일어난 구 훈련도감 소속 구식 군인들의 폭동은 7월 22일(음력 6월 8일), 흥선대원군의 지휘하에 민씨 정권에 대항하면서 일본 세력의 배척 운동으로 확대되었다. 구식 군인들은 이날 일본 공사관을 포위 습격하였다. 일본 공사 하나부사 요시모토 등 일본 공관원 전원은 인천으로 도피하였고, 공사관 건물은 불타버렸다. 또 한편의 군민들은 별기군 병영 하도감(下都監)을 습격하여 일본인 교관 호리모토 레이조(堀本禮造) 공병 소위를 살해하고 일본 순사 등 일본인 13명을 살해하였다. 7월 24일(음력 6월 10일) 상호군 조영하(趙寧夏)의 제안에 따라 별기군 영병관 윤웅렬(尹雄烈, 윤치호의 아버지)을 통해 일본공사 앞으로 서한을 보내어 군변사실을 통고하고 자위책을 강구하도록 요구하였으나 이미 공관원 전원은 인천으로 탈주한 뒤였다. 일본에 도착한 하나부사 요시모토 공사가 군변의 사실을 일본 정부에 보고하자 일본은 곧 군함 4척과 보병 1개 대대를 조선에 파견하였으나 청의 신속한 군사행동과 병력 차이로 인해 청나라에 대항하지는 못했다. 이때 하나부사 요시모토 일본 공사가 이끄는 일본군 대대 병력이 서울로 진주한 것은 음력 6월 29일이었다. 대원군이 청나라에 의해 제거되었기 때문에 조선측에 대한 강경한 태도로 책임을 물어 조선과 일본 간에는 8월 30일 (음력 7월 17일) 제물포 조약(濟物浦條約)을 체결하게 되었다(→임오군란). 임오군란의 뒤처리로 손해배상금을 주 내용으로 하는 제물포 조약 및 조일수호조규속약(朝日修好條規續約)을 체결함으로써 자주권을 더욱 잃게 되었다.
외세를 빌려 군란을 진압한 민씨 정권은 결국 자주성을 잃고, 정권 유지를 위해 청나라에 의존하지 않을 수 없었으며, 그 대가로 청나라의 숱한 간섭을 받게 되었다.(→한중 관계) 일본이 후원한 갑신정변(甲申政變)은 이러한 상황을 타개하기 위한 일본의 몸부림이었다. 갑신정변은 1884년 12월 4일(음력 10월 17일) 김옥균·박영효·홍영식 등이 청나라에 의존하려는 척족 중심의 수구당을 몰아내고, 개화정권을 수립하려 한 정변이다. 그러나 이 정변은 청나라의 개입으로 3일만에 무너졌으며, 지나치게 대일 의존도가 높다는 점에서 비판을 받기도 한다. 갑신정변은 실패로 돌아갔고, 일본은 청일전쟁 때까지 청나라의 독주를 지켜봐야 했다.

#### 갑오개혁
조정의 개화 정책 추진과 유생층의 위정 척사 운동은 청-일-러 3파전으로 대표되는 열강의 각축 경쟁에 효과적으로 대응할 수 없었다. 더욱이 근대 문물의 수용과 배상금 지불 등으로 국가 재정이 궁핍해져 농민에 대한 수탈이 심해졌고, 일본의 경제적 침투로 농촌경제가 파탄에 이르게 되었다.
이에 농민층의 불안과 불만이 팽배해졌고, 정치·사회에 대한 의식이 급성장한 농촌 지식인과 농민들 사이에 사회 변혁의 욕구가 높아졌다. 인간 평등과 사회 개혁을 주장한 동학은 당시 농민들의 변혁 요구에 맞는 것이었고, 농민들은 동학의 조직을 통하여 대규모의 세력을 모을 수 있었다.
전봉준을 중심으로 고부에서 봉기한 동학 농민군은 보국안민(輔國安民)과 제폭구민(除暴救民)을 내세우고 전라도 일대를 공략한 다음 전주를 점령하였다(1894년). 농민군은 조정에 폐정 개혁 12개조를 건의하고, 산발적으로 집강소(執綱所)를 설치하며 개혁을 실천해나갔다. 그러나 조정의 개혁이 부진하고 일본의 침략과 내정 간섭이 강화되자 농민군은 외세를 몰아낼 목적으로 다시 봉기하여 서울로 북상하였다. 먼저 공주를 점령하려 한 농민군은 우금치에서 근대 무기로 무장한 관군과 일본군의 협공으로 패하고 지도부가 체포되면서 동학 농민 운동은 좌절되었다.
한편 조선 정부가 청나라에 파병을 요청하였다는 명분으로 청나라와 일본의 군대가 조선에 들어오고, 급기야 서로 무력 충돌을 일으키게 된다(→청일전쟁). 그 와중에 일본은 무력으로 경복궁을 점령하고 고종을 협박하여 친일적 개혁을 이루게 되는데, 이른바 갑오개혁이다.

#### 을미사변과 아관파천
청일 전쟁에서 승리한 일본은 ‘조선의 독립을 위해’ 조선에 대한 청나라의 지배권을 빼앗고, 요동반도를 할양받아 만주 침략의 발판을 마련하였다(→시모노세키 조약). 이에 불안을 느낀 러시아는 독일과 프랑스를 끌어들여 일본에 대한 삼국간섭을 시도하였다. 고종은 이에 미국, 러시아 등과 가까운 김윤식, 이범진 등으로 새로운 내각을 구성하고 반일정책을 구체화하였다.
삼국간섭을 받은 일본은 요동 반도를 잃었고, 남하하는 러시아는 조선에 큰 영향력을 지니게 되었다. 이에 위기감을 느낀 일본 공사 미우라 고로는 흥선대원군을 옹립하여 조선에 친일 정권을 세우고자 일본군 수비대와 대륙낭인 등을 집합시켜 몰래 경복궁에 난입시킨 후 친러시아파인 명성황후를 암살하였다(→을미사변). 1895년 음력 8월에 일본의 강요에 따라 김홍집을 내각수반으로 하는 새로운 조정 내각이 구성된다. 이때 김홍집 내각의 개혁 정책 중 하나인 단발령은 전국에 있는 유생들과 백성들의 거센 반발을 불러 일으켰다.
한편 명성황후 시해 사건은 미국인과 러시아인에게 목격되어 국제 문제가 되었다. 국제 사회의 비난 여론을 받고 일본 외무성은 명성황후 암살의 주동자인 미우라 공사 등을 소환하여 재판과 군법회의에 회부하였지만 증거 불충분임을 판시하고 전원 무죄를 선고하여 석방시켰다. 이에 조선에서는 반일 감정이 극도로 고조되었고, 위정척사를 주장하는 선비들의 주도 아래 전국적으로 의병이 봉기하여 친일파와 일본의 상인 및 어인 등을 공격하고 일본군 수비대와 각지에서 교전하였다. 을미의병은 유인석, 김복한, 기우만, 이강년 등이 주도하였다. 일본군이 의병 토벌로 서울을 비우게 되자 고종은 1896년 2월 11일에 경복궁에서 러시아 공사관으로 피신하는 아관파천을 단행하였다.

#### 국권 침탈과 국권 수호 운동의 전개
일본은 러시아와 대립하면서 한일 의정서를 체결할 것을 강요하고, 나아가 1904년(광무 8년) 제1차 한일 협약을 강제로 체결하여 외교, 재정 등 각 분야에 고문을 두고 대한제국의 내정에 간섭하였다(고문정치).
이 때에 고문으로 들어온 메가다(目賀田)는 소위 화폐정리사업을 통해, 한국의 토종 자본을 몰락하게 만들었다. 아울러 일본에 의해 제국의 외교 고문으로 위촉된 미국인 더럼 스티븐스는 일제의 침략 의도를 미화하는데 앞장섰다. 스티븐스는 훗날 장인환, 전명운에 의해 미국에서 처단되었다.
1904년(광무 8년) 한반도와 만주의 패권을 둘러싸고 러일 전쟁이 발발했다. 러일 전쟁은 1905년(광무 9년) 일본이 승리를 거두어, 일본과 러시아 간 포츠머스 조약의 체결로 매듭지었다.  이 조약으로 러시아는 일본의 조선 지배를 인정하였다. 이해 일본은 일방적으로 제2차 한일 협약의 성립을 발표하여 대한제국의 외교권을 박탈하고, 한성에 한국통감부를 설치하였다(통감정치). 1905년 7월 29일 일본과 미국은 가쓰라-태프트 밀약을 맺고, 일본은 필리핀에 대한 미국의 식민지 통치를 인정하며 그 대가로 미국은 일본의 조선 침략에 적극적으로 협력하고 조선에 대한 '보호 통치'를 인정할 것을 약속하였다.
사회의 각계각층에서는 일본의 침략을 규탄하고, 을사 조약의 폐기를 주장하는 운동이 거세게 일어났다. 민영환 등은 자결로써 항거하였으며, 조병세 등은 조약의 폐기를 요구하는 상소 운동을 벌였다. 장지연은 주필로 있던 황성신문에 논설 〈시일야방성대곡〉을 실어 일본과 을사오적을 규탄하였다. 오적 암살단 등이 조직되어 을사오적의 저택을 불사르고 일진회 사무실을 습격하였으며, 민종식,  신돌석, 최익현 등은 의병을 조직해 무장 항전을 벌였다.
또한 독립 협회가 해체된 뒤 개화 자강 계열의 단체들이 설립되어 친일 단체인 일진회에 대항하면서 구국 민족 운동을 전개하였다. 초기에는 일본의 황무지 개간권 요구를 좌절시킨 보안회와 입헌 군주제 수립을 목적으로 설립된 헌정연구회의 활동이 두드러졌다. 1905년 이후에는 대한 자강회와 대한 협회, 신민회 등이 국권 회복을 위한 애국계몽운동을 전개하였다. 1907년(광무 11년, 융희 원년) 2월 대구에서 김광제, 서상돈 등이 제안한 국채보상운동이 시작되어 전국으로 번져나갔다. 이것은 일본이 대한제국을 경제적으로 예속시키고자 제공한 차관 1,300만 원을 국민들이 갚고자 한 운동이었다.

#### 한일 병합
1907년 헤이그 특사 사건(4월)의 결과로 일본 제국에 의해 고종이 퇴위당하고, 순종이 즉위하여 연호를 ‘융희(隆熙)’ 로 정하였다. 순종이 즉위한 직후 일본은 한일신협약(7월 24일)을 강제로 체결하여 대한제국 정부의 각 부처에 일본인 차관(次官)을 두어 대한제국의 내정에 노골적으로 간섭하였으며(차관정치), 이면 협약을 통해, 8월 ~ 9월에는 군대를 강제로 해산하였다.
1909년(융희 2년) 7월 12일에는 대한제국의 사법권과 경찰권, 교도행정에 관한 업무를 일본 제국에게 넘겨 주게 되고(기유각서) 이로써 대한제국은 명목상의 국권만 보유하게 된다. 일본 제국은 전국적인 의병의 저항을 남한 대토벌 작전 등으로 무력 진압하였다. 마침내 일본은 1910년(융희 4년) 8월 22일 한일 병합 조약을 체결하고, 8월 29일 이를 공포함으로써 한일 병합이 이루어졌다. 이로써 대한제국은 역사 속으로 사라지고 한국에서 약 4,000년간 지속되던 군주제도 막을 내렸다. 일본 제국은 한국을 식민 통치 지역으로 편입한다.

### 20세기 후반 ~ 현재
해방 후 한국은 대한민국과 조선민주주의인민공화국으로 분단되었고, 양국의 대일 정책도 다소 달라지게 되었다.

#### 대한민국
1952년에는 이승만이 평화선을 설정하고 영해를 설정하여 일본, 중국 등의 불법조업 어선을 나포하였고, 이 와중에 사상자가 발생하는 등 분쟁이 발생했다. 1965년 12월 18일에 대한민국과 일본간의 국교정상화가 성사되면서 정부 차원에서의 교류가 재개되었다. 현재까지도 도쿄와 서울에 상호 간의 대사관이 설치되어 있으며 여러 대도시에 총영사관들이 개설되어 있다.
일본의 침략 행위를 발단으로 하여 현재까지도 한국 내에는 반일 감정을 가진 사람이 상당수 존재한다. 김대중 정부에서 일본의 대중 문화가 자유화되어 일본에 친근감을 가진 사람들이 증가한 반면, 민주화가 진행됨과 동시에 정권의 친일 성향에 대한 반감으로 반일 감정도 부상하였다. 노무현 정권에서 한국은 이웃 나라들에 대하여 강경한 외교를 벌였다. 일본과의 영토 문제와 역사 문제에 강한 자세로 임하여, 반일운동이 활발하였다. 2002년에는 양국이 공동주관하여 한일 월드컵을 개최하기도 하였다. 일본의 고이즈미 준이치로 내각과 아베 신조 내각 당시에는 한일 셔틀외교가 중단되는 등 양국관계가 잠시 소원해졌다. 그러나, 아시아 외교를 중시하는 후쿠다 야스오 내각의 출범과 한일관계를 보다 중시하는 대한민국의 이명박 정부가 출범하면서 다시금 양국 관계에 훈풍이 불게 되었다. 2008년 4월 대한민국과 일본은 과거와 미래를 모두 중시하는 실용외교를 기반으로 '미래지향적 성숙한 동반자 관계'를 구축했다.
대한민국이 실효지배 중인 독도에 대해 일본도 영유권을 주장하면서 영토 문제가 발생하고 있으며, 동해(일본해)의 명명(命名)에 관한 분쟁이 있다. 일본의 역사교과서 문제나 야스쿠니 신사 참배 문제 등 역사에 관한 민감한 문제 또한 다수이다. 2000년대에 들어서는 일본에서 한국 드라마를 비롯한 한국 문화에 대한 선호도가 높아지면서 이른바 한류 열풍이 일어 양국의 교류도 보다 증진된 반면, 우익 세력을 중심으로 혐한의 감정 또한 성장하게 되었다.
대한민국의 대(對)일본 수출은 300억6181만USD, 일본의 대(對)대한민국 수출은 546억4217만USD(각 2021년 12월)에 달하여, 일본은 대한민국에 있어서 제5위의 수출국이자 제3위의 수입국이다. 양국은 서로 가까운 거리에 위치하고 있어 비교적 교통이 발달하였다. 모두 818,865명(재외국민 434,874명, 시민권자 383,991명)의 한민족들이 일본에 거주(2020년 12월 기준)하고 있다.

## 경제

### 무역
문자 기록이 거의 없기 때문에 자세한 내용은 불명확하지만 일본 사가현이 원산지인 흑요석이 한반도(부산 동삼동 패총)에서도 발굴되고 있으며, 매우 광범위한 교역이 이루어졌던 것으로 보인다. 백제는 근초고왕 시기 때부터 섬진강 유역으로 진출하여 하구에 위치한 하동을 대왜교역의 거점으로 확보하였다. 백제는 초기에 한성에서 천안을 거쳐 금강상류로 와서 남원에서 섬진강을 타고 하동으로 가는 교역로를 확보하였다. 하동에서 쓰시마섬을 축으로 해서 이키섬, 그리고 규슈의 마쓰우라 반도(松浦半島)에 이르는 길과 쓰시마섬에서 오키노시마(沖ノ島), 후쿠오카현 북쪽 해안에 이르는 길이 생겨났다. 무역에 있어서는 신라와 왜가 긴밀하게 통교하였다. 8세기의 통일 신라와 일본의 무역은 일본의 사절단을 통한 공무역과 상인들에 의한 사무역이 이루어졌는데, 사절단의 공무역은 대당무역에 비해 빈번하지 않았다. 사절단 일행은 최대 수백명에 이르렀는데, 그들 중에는 다수의 상인도 포함되어 이들에 의한 사무역이 주로 이루어졌다. 공무역은 주로 사절단이 건너 와서 예물을 바치면 후대해서 보내는 것이 원칙이었지만, 사절단이 무례한 행위를 할 경우 접견을 거부하고 돌려 보내기도 하였다. 쇼소인에 남아 있는 보물을 통해, 신라와 나라 시대의 일본이 활발히 교류하였음을 알 수 있다. 여기에 보관된 보물 중에는 신라의 공방에서 만든 생활용품 ·공예품·문방사구 등이 있다. 구체적인 물품의 종류는 〈매신라물해〉(買新羅物解)라는 문서에 보이고 있는데, 이 문서는 일본에 들어 온 신라물건을 사기 위해 일본의 관인·귀족들이 물품의 종류와 가격을 적어 관청에 올린 문서이다. 여기에 나타난 물건의 종류를 보면 각종 금속공예·기물·모직가죽제품·불교관계의 물건·약물·향료·염료 등 다양하다.

### 산업
약 2000년 전에 일본으로 간 고대 한국인(야요이인)들이 일본에 벼농사법을 전수해주었다는 것이 일본인 학자에 의해 일본 각지의 초기 논의 구조 형태와 농기구들, 토기, 주거 형태와 부락 등을 통해 고고학적으로 규명되고 있다. 한반도 벼농사의 도래에 관해 교토 대학 사학과의 가도와키 데이지(門脇禎二) 교수는 토기의 고고학 측면에서 다루고 있다. 모름지기 일본의 벼농사 문화는 한반도 남쪽인 한국을 거쳐 직접 전해졌을 가능성이 가장 크다.  또한 시마바라 반도의 구레이시바루 유적에서는 벼와 직물이 짓눌린 흔적이 있는 토기가 발견됨으로써 이미 조몬 시대 만기(晩期)에 한국 문화와 접촉이 있었으며, 야요이 문화의 주요 구성 요소 중에 벼와 직물이 조몬 만기의 사회에 전해진 것을 알게 되었다. 일본에 벼농사가 시작된 시기와 관련된 여러 요소를 검토해 보면 그 모든 것이 한반도 남부와 직결된다. 이처럼 벼농사는 한반도를 경유한 것으로 오랫동안 얘기되어 왔다. 그러나 이와 대조적으로 일본에서는 벼 유전자 연구와 각종 유적에서의 출토품, 수경재배 흔적의 증거등으로부터 남쪽의 동남아시아를 경유하여 전래되고, 이후, 일본에서 조선으로 전해진 것이라는 학설이 일본 고고학계에서의 주류가 되었다. 따라서 일본의 각종 역사 교과서의 벼농사의 전래 경로도 수정되고 있다.
일찍이 가락국은 왜에 철을 공급하였다.

## 사회

### 이주
기원전 3세기, 한반도의 고구려·백제·신라·가야국으로부터 일본 열도로 사람들의 이동이 시작되었다. 역으로, 기원전 20년에 신라에서 활동한 신하 중에는 왜 출신인 자(호공, 瓠公)도 있었다.  고구려 장수왕(재위: 412년 음력 10월~491년 음력 12월)의 군사들이 한성으로 남침해 개로왕이 살해(475년) 되고, 왕자인 문주왕(재위 475년~477년)은 위기에 빠진 백제를 구하기 위한 숱한 고민 끝에, 목만치와 함께 남쪽으로 갔다. 여기서 "남쪽"이 일본을 뜻한다고 하는 견해들이 있다. 이러한 견해에 따르면, 목만치는 일본에 건너가 성(姓)을 바꾸어  소가노 마치라는 이름의 귀족이 된다.

### 학술과 교육
무령왕은 513년 오경박사 단양이(段楊爾) 와 516년 고안무(高安茂)를 일본에 보내어 백제의 문화를 일본에 전해주기도 하였다. 577년(위덕왕 24년, 비다쓰 천황 6년)에는 백제에서 일본으로 대대적으로 학자들이 건너갔다.

### 장례
장구형 무덤이 전라남도에서도 발견되고 있다. 이처럼 장구형 무덤이 발견된 것이 임나일본부설의 근거가 될 소지도 있으나, 현재 대한민국 학계에서는 왜의 사람이 백제에 정착하여 살다가 죽을 때 백제의 양식을 따르기보다는 왜 본래의 무덤 양식인 장구형 무덤을 택했다는 설이 우세하다.

## 문화

### 종교
성왕 때, 백제는 일본에 불교를 전파했다(538년). 성왕은 긴메이 천황(재위 539년 ~ 571년)에게 사신과 함께 불상 및 불경을 보냈다. 이때 백제에서 건너온 물품 속에는 불교의 교리는 탁월하나 난해하고, 그것을 믿으면 무한한 복이 있을 것이라는 편지도 있었다. 불교의 수용을 둘러싸고 왜국 조정은 큰 소용돌이에 빠졌다. 긴메이 천황과 소가노 마치의 후손이자 호족인 소가노 이나메(蘇我稻目)는 불교를 수용하려 했으나 또다른 호족 모노노베노 오코시(物部尾輿)와 나카토미노 가마소(中臣鎌子)가 이에 반대하였으므로, 긴메이 천황은 둘 사이에서 시달리게 되었다.
그리고, 백제는 석가불금동상 1구, 번개(幡蓋) 약간, 경론(經論) 약간권을 딸려서 달솔 노리사치계(怒唎思致契) 등을 일본에 파견(552년)하였다. 이 번개는 그 장엄함이 기록되지 않았으나 《일본서기》에 기록될 정도이므로 보통이 아니었음을 알 수 있다. 552년에는 사원 건설을 위해 백제의 많은 학자와 기술자들이 일본에 파견되었다.  577년(위덕왕 24년, 비다쓰 천황 6년)에는 백제에서 일본으로 경론 몇 권, 대대적인 학자와 율사 · 선사 · 비구니 · 주금사 등 승려 집단, 불상 만드는 기술자, 사찰을 지을 목수들이 파견되었다. 이때부터 일본에서는 절과 부처 등을 만들었다. 그 뒤, 금속공예사, 기와 굽는 기술자들까지 건너갔다.  신라에서도 579년에 승려와 불상을 보냈다. 583년에는 비다쓰 천황의 요청으로 고승 일라(日羅)가 건너갔다. 584년 백제는 다시 왜국에 불상 1구와 미륵상 1구를 보냈다. 이때 대신으로 있던 소가노 우마코(蘇我馬子, (551년?~626년)는 소가노 이나메의 아들이었는데, 우마코도 부친 소가노 이나메의 불교 수용에 대한 유언에 따라 이 불상을 받아들이려 했다. 588년(위덕왕 35년)에 백제는 불사리(佛舍利)와 승려 여섯 명,  노반박사(鑪盤博士)로서 장덕(將德) 백매순(白昧淳),  와박사(瓦博士)로서 마나문노(麻奈文奴) · 양귀문(陽貴文) · 석마제미(昔麻帝彌) 등 네 명,  화공(畵工) 한 명 등 사찰 건설에 필요한 기술자를 일본에 파견하여 백제의 공예미술이 일본에 널리 전파되었다.
602년 관륵(觀勒)이 일본에 건너가 천문·책력·지리·둔갑방술(遁甲方術) 등에 관한 많은 책을 전하고, 불교를 전파하였다. 소가노 우마코는 불교 수용에 적극적인 성향을 보여, 마찬가지로 불교 수용에 관심을 보이던 쇼토쿠 태자와 연대하여, 불교 수용에 반대하는 배불파(排佛派)이자 국신파(國神派)인 모노노베노 모리야(物部守屋)와 정쟁을 되풀이한 끝에 승리를 거두어 오무라지(大連)인 모노노베 씨를 타도하고 중앙 권력의 정점에 섰다. 모노노베 씨는 백제에서 불교까지 들어온다면 자기네의 선주(先住) 신앙과 조정에서의 세력이 더욱 약화될 것을 우려하고 있었다.

### 음악
552년에 백제에서 일본으로 음악가가 파견된 바 있다.

### 미술
현존하는 인물화상경(5~6세기)은 백제 무령왕(재위 501년~523년)이 게이타이 천황(재위 507년 ~ 531년)에게 선물로 보낸 거울인데, 이것은 백제와 왜의 친밀한 사이를 증명한다.  577년(위덕왕 24년, 비다쓰 천황 6년)에는 백제에서 일본으로 금속공예사, 기와 굽는 기술자들까지 건너갔다. 신라에서도 579년에 불상을 보냈다. 588년(위덕왕 35년)에 백제는 불사리(佛舍利)와 승려 여섯 명,  노반박사(鑪盤博士)로서 장덕(將德) 백매순(白昧淳), 와박사(瓦博士)로서 마나문노(麻奈文奴)·양귀문(陽貴文)·석마제미(昔麻帝彌) 등 네 명,  화공(畵工) 한 명 등 사찰 건설에 필요한 기술자를 일본에 파견하여 백제의 공예미술이 일본에 널리 전파되었다.

## 과학
552년에 백제의 의사가 일본에 파견된 바 있다. 성왕은 또한 의박사·역박사 등의 전문가와 기술자를 교대로 파견하여 일본에 선진문물을 전파하는 데 기여하였다.

### 주해
1. ↑  이 일에 대한 기록은 《삼국사기》엔 전무하고, 《일본서기》와 《고사기》에 전한다. 현재 남아있는 《삼국사기》백제본기에는 근초고왕 즉위부터 20년(365)까지의 기록이 빠져 있다. 때문에 그 사이에 근초고왕이 무슨 일을 했는지는 확인할 수 없다.
2. ↑  《일본서기》진구 황후 46년조에 초고왕(肖古王)이라는 이름으로 처음 등장하는데, 여기서 신공황후 46년은 이주갑인상에 따르면 서기 366년으로 근초고왕 21년에 해당한다.
3. ↑  산성은 이전 일본에서는 존재하지 않았던 방어시설물로서 백제 망명세력의 지도하에 축조되는데 이를 조선식산성이라 부른다.
4. ↑  개원(開元)은 당 현종의 연호로 개원 10년은 성덕왕 21년(722)이다. 《삼국사기》권8 성덕왕 21년 10월의 기록(築毛伐郡城, 以遮日本賊路)과 일치하므로 효성왕대의 일이 아니라고 보인다. (“한국사데이터베이스 - 삼국유사”. 국사편찬위원회. 譯註 002 당 현종의 연호로 이때는 성덕왕 21년(722)이다. ≪삼국사기≫ 권8 성덕왕 21년 10월의 기록(築毛伐郡城, 以遮日本賊路)과 일치하므로 효성왕대의 일이 아니라고 보인다.)

### 출전
1. ↑  김병훈 (2011). 《역사를 왜곡하는 한국인》. 반디출판사. 37쪽. ISBN 89-5804-089-0. 이밖에도 신라본기에는 혁거세왕 8년(기원전 50)부터 소지왕(炤知王)22년(500)까지 무려 33차례나 일본이 신라를 침범한 것으로 기록돼 있다. 백제와의 교류를 제외하면 고구려, 백제본기에 왜가 별로 나타나지 않는 반면 신라에 대한 왜의 침범이 무척 많아 두드러진다.
2. 1 2  강성현 (2005). 《21세기 한반도와 주변 4강대국》. 가람기획. 156쪽. ISBN 89-8435-224-1. 김달수의 《일본 열도에 흐르는 한국 혼》에 의하면 고대 한반도의 고구려․백제․신라․가야국으로부터 일본 열도로의 이동이 시작된 것은 기원전 3세기, 일본의 이른바 야요이(彌生)시대부터였다고 한다.
3. ↑  홍윤기 교수 (2006년 8월 1일). “[홍윤기의 역사기행]②구다라스의 백제인 왕과 왕인 박사 ”. 세계일보. 2009년 7월 19일에 확인함. 약2000년 전에 일본으로 간 고대 한국인(야요이인)들은 ‘벼농사법’도 전수했다. 한반도 벼농사의 도래에 관해 가도와키 데이지(門脇禎二) 교토대학 사학과 교수는 고고학 측면에서 다루고 있다.  “모름지기 일본의 벼농사 문화는 한반도 남쪽인 한국을 거쳐 직접 전해졌을 가능성이 가장 크다. 한국 특유의 바둑판형 지석묘가 기타큐슈(北九州)의 조몬(繩文) 시대(BC 3세기 이전) 후기 말경부터 야요이 시대(BC 3∼AD 3세기) 전기에 만들어졌다고 하는 것과, 한국의 지석묘에 있는 특유한 마제석기가 기타큐슈의 야요이 시대 전기 유적에서도 발견되었다는 점 등은 야요이 문화 형성기에 한국과 기타큐슈 사이에 밀접한 관계가 있었다는 것을 말해준다. 나가사키현의 시마바라(島原) 반도에 있는 하라야마(原山) 유적을 조사하였더니 조몬 시대 만기(晩期)의 토기와 함께 한국식 지석묘 무리가 발견됐다. 또한 시마바라 반도의 구레이시바루(礫石原) 유적에서는 벼와 직물이 짓눌린 흔적이 있는 토기가 발견됨으로써 이미 조몬 시대 만기에 한국 문화와 접촉이 있었으며, 야요이 문화의 주요 구성 요소 중에 벼와 직물이 조몬 만기의 사회에 전해진 것을 알게 되었다.”(‘체계일본역사’·1967)
4. ↑  홍윤기 교수 (2009년 1월 13일). “[홍윤기의 역사기행]<84>고대 논터 발굴된 오사카 ‘나가하라 유적’”. 세계일보. 2009년 7월 8일에 확인함. 이 글의 결론 부분에서 니시타니 교수는 “일본에 벼농사가 시작된 시기와 관련된 여러 요소를 검토해보면 그 모든 것이 한반도 남부와 직결된다. ... ”고 했다.
5. 1 2  시즈오카 대학 농학부의 사토 요이치로 조교수와 미국의 많은 바이오계 연구기관의 분석에 따르면, 일본과 한반도, 요동반도 등 극동아시아에 존재하는 벼는, 온대성 자포니카종 및 열대성 자포니카종으로 크게 2종류로 나뉘는데, 그 중 일부 유전자를 가지고 종묘군의 유전자를 확인하면 중국 동북부부터 한반도를 원산지로 하는 개량종에서는 해당 유전자의 존재가 확인되지 않는 것이 명확해졌다. 또한 방사성탄소 연대측정에 의하여 분석해 보아도 일본에서의 탄화된 쌀은 기원전 4천년 정도까지 소급하는 것이 확인되었으며, 이러한 증거들을 가지고, 동남아시아에서 일본으로 벼농사가 전래되었다고 본다. 이상의 증거들을 종합해 볼 때, 역으로 일본에서 한반도에 전래되었다는 설명이 일본에서는 유력시되고 있다. 佐藤洋一郎『稲のきた道』裳華房/『DNAが語る稲作文明』日本放送出版協会、松尾孝嶺『栽培稲の種生態学的研究』）
6. 1 2  김병훈 (2011). 《역사를 왜곡하는 한국인》. 반디출판사. 47쪽. ISBN 89-5804-089-0. 특히 한반도에서 발견된 흑요석(黑曜石)의 성분을 분석한 결과 원산지가 일본 사가 지역임이 확인됐다.
7. ↑  한국문화재보호재단 편집부 (2003). 《새문화유적지도》. 한국문화재보호재단. 32쪽. ISBN 89-85764-39-X. 동삼동패총 ... 또한 일본 신석기시대의 도도로끼식 토기와 흑요석 석재 등은 일본지역으로부터 들어온 것으로 당시 사람들의 바다를 통한 문화교류를 알 수 있다.
8. ↑  김용운 (2010). 《천황이 된 백제의 왕자들》. 한얼사. 45쪽. ISBN 978-89-89148 32-6. 『삼국사기』「신라본기」의 기록에는 신라는 건국 초부터 왜의 침범에 시달린 것이 역력합니다. 이들은 신라출신이 아닌 가야 또는 백제 등 다른 나라 출신의 왜였을 것입니다. 즉 신라를 침범한 왜는 이즈모에서 온 것이 아니라 대부분이 대마도 규슈 북부 또는 가야국에 근거를 두는 왜였을 것입니다.
9. ↑  김부식 (1145). 〈본기 권3 내물 이사금〉. 《삼국사기》. 九年 夏四月 倭兵大至 王聞之 恐不可敵 造草偶人數千 衣衣持兵 列立吐含山下 伏勇士一千於斧峴東原 倭人恃衆直進 伏發擊其不意 倭人大敗走 追擊殺之幾盡 (9년 여름 4월에 왜의 군사가 대거 이르렀다. 왕이 듣고서 대적할 수 없을까 두려워 풀로 허수아비 수천 개를 만들어 옷을 입히고 무기를 들려서 토함산 아래에 나란히 세워 두었다. 그리고 용맹한 군사 1천 명을 부현(斧峴)의 동쪽 들판에 숨겨놓았다. 왜인이 자기 무리가 많음을 믿고 곧바로 나아가자 숨어 있던 군사가 일어나 불의에 공격하였다. 왜군이 크게 패하여 달아나므로 추격하여 그들을 거의 다 죽였다. )
10. ↑  김부식 (1145). 〈본기 권3 내물 이사금〉. 《삼국사기》. 三十八年 夏五月 倭人來圍金城 五日不解 將士皆請出戰 王曰今賊棄舟深入 在於死地 鋒不可當 乃閉城門 賊無功而退 王先遣勇騎二百 遮其歸路 又遣步卒一千 追於獨山 夾擊大敗之 殺獲甚衆(38년 여름 5월에 왜인이 와서 금성(金城)을 에워싸고 5일 동안 풀지 않았다. 장수와 병사들이 모두 나가 싸우기를 청하였으나, 왕이 '지금 적들은 배를 버리고 육지 깊숙이 들어와 사지(死地)에 있으니 그 칼날을 당할 수 없다'고 말하고 성문을 닫았다. 적이 아무 성과없이 물러가자 왕이 용맹한 기병 200명을 먼저 보내 돌아가는 길을 막고, 보병 1천 명을 보내 독산(獨山)까지 추격하여 양쪽에서 공격하여 크게 쳐부수었는데, 죽이거나 사로잡은 사람이 매우 많았다.  )
11. 1 2  이덕일 (1999). 《유물로 읽는 우리 역사》. 세종서적. 18쪽. ISBN 89-8407-020-3. 서기 3세기 경의 정황을 전해주는 『삼국지』위서 동이전 한(韓)조에는 이런 기록이 나온다. "국(國)에서 철을 생산하는데 한, 예, 왜가 모두 와서 철을 얻어간다. 장사지낼때에는 철을 사용하는데 이는 마치 중국에서 돈을 사용하는 것과 같다. 또 철을 두 군(낙랑군․대방군)에 공급한다." 여기서 '국(國)'이 어디를 뜻하는지는 분명하지 않지만 문맥상 가야가 위치했던 변한일 가능성이 높다. 그 중에서도 김해의 구야국(가락국)이 가장 유력한 후보이다.
12. ↑  박영규 (2004). 《한권으로 읽는 백제왕조실록(증보판)》. 웅진닷컴. 140~141쪽. ISBN 89-01-04751-9. 근초고왕은 왜와 국교를 수립하고 많은 선진 문화를 전했다. 백제가 언제부터 왜와 통교하고 있었는지는 정확하지 않으나 근초고왕에 이르러 양국 관계가 활기를 띤 것만은 분명하다.
13. ↑  박영규 (2004). 《한권으로 읽는 백제왕조실록(증보판)》. 웅진닷컴. 140~141쪽. ISBN 89-01-04751-9. 백제와 왜의 국교 수립은 신공황후 46년(서기 366년)에 이뤄졌다.
14. ↑  연민수 (1998). 《일본역사》. 보고사. 29쪽. ISBN 89-86142-81-3. 4세기말 이후가 되면 정치적으로 백제와 밀접한 관계를 맺고 백제로부터 우수한 선진문물을 수입하고, 또 한반도로부터 많은 기술자와 농민이 도래하여 각종 기술을 전했다.
15. ↑  조법종 (2007). 《이야기 한국고대사(고조선에서 발해까지, 우리 역사를 찾아서)》. 청아출판사. 210쪽. ISBN 978-89-368-0359-9. 백제의 일본 문화 전파는 다방면에서 이루어졌다. 4세기 중엽인 근초고왕 때에는 유교경전에 밝은 아직기(阿直岐)가 일본의 태자에게 한자를 가르쳤고, 이후 박사 왕인(王仁)은 《논어》와 《천자문》을 전하고 경사를 가르쳤다. 국가 체제를 정비하는 데 있어 유교적 이념은 다른 토착신앙이나 불교보다도 많은 것을 제공했기 때문에, 각 국가들은 고대 사회의 형성기에 유교 사상의 수입에 적극적이었다.
16. 1 2  도민을 위한 백제의 역사와 문화, 2006년, 충청남도역사문화연구원
17. 1 2  김부식 (1145). 〈본기 권25 개로왕〉. 《삼국사기》. 二十一年...王出逃 麗將桀婁等見王 下馬拜已 向王面三唾之 乃數其罪 縛送於阿且城下戕之(21년(475년)... 왕이 [성을] 나가 도망가자 고구려의 장수 걸루(桀婁) 등은 왕을 보고는 말에서 내려 절한 다음에 왕의 얼굴을 향하여 세 번 침을 뱉고는 그 죄를 꾸짖었다. [그리고는] 왕을 포박하여 아차성(阿且城) 아래로 보내 죽였다. )
18. 1 2  김부식 (1145). 〈본기 권25 개로왕〉. 《삼국사기》. 二十一年... 文周乃與木劦滿致·祖彌桀取 木劦·祖彌皆複姓 隋書以木劦爲二姓 未知孰是 南行焉 (21년(475년) 문주는 이에 목협만치(木劦滿致)와 조미걸취(祖彌桀取) <목협(木劦)과 조미(祖彌)는 모두 복성(復姓)이었다. 수서(隋書)에는 목협을 두개의 성(姓)으로 하였으니 어느 것이 옳은지 알 수 없다.>와 함께 남쪽으로 갔다.)
19. 1 2  정윤미 (2011). 《일본에 고함(KBS 국권 침탈 100년 특별기획)》. 시루. 31쪽. ISBN 978-89-966493-2-8. 비상시국에 군주의 자리에 오른 문주왕은 자신이 신뢰하는 한 신하에게 특명을 내린다. 위기에 빠진 백제를 구하기 위한 숱한 고민 끝에 나온 복안이었다. 그 신하의 이름이 바로 목협만치(木劦滿致)였다. ...말 그대로 문주왕은 목협만치를 남쪽으로 보냈고 그가 향한 남쪽은 바다 건너 섬나라, 즉 일본을 뜻했다.
20. 1 2  KBS역사스페셜 (2001). 《역사스페셜3》. 효형출판. 84쪽. ISBN 89-86361-55-8. 소가노의 증조부는 백제에서 건너왔는데 한국에서는 목협만치(木劦滿致, ‘목례만치’라고도 함), 일본에서는 소가노 만치라고 한다. 『삼국사기』엔 개로왕(蓋鹵王) 21년 (475) 백제가 고구려의 침략을 받은 위급한 상황에서 이 목협만치가 개로왕의 아들 문주와 함께 웅진으로 천도한 것으로 나온다.
21. 1 2  〈卷第十七　繼體天皇〉. 《일본서기》. 720. 七年夏六月 ... 貢五經博士段楊爾。
22. 1 2  〈卷第十七　繼體天皇〉. 《일본서기》. 720. 十年夏五月 ... 別貢五經博士漢高安茂、
23. 1 2  이은직 (2005). 《조선명인전》. 정홍준 역. 일빛. 28쪽. ISBN 89-5645-088-9. 백제는... 538년에는 불교를 전파했다.
24. 1 2  한국종교문화연구소 (2003). 《세계 종교사 입문》. 청년사. 229쪽. ISBN 89-7278-376-5. 일본에 불교가 도입된 것은 538년 C.E(일설에는 552년 C.E.)이다. 당시의 일본 왕 긴메이(欽明) 천황이 백제의 성왕(聖王 또는 聖明王)이 사신과 함께 보내온 불상 및 불경을 받은 것이 그 시초였다. 이때 백제에서 건너온 물품 속에는 불교의 교리는 탁월하나 난해하고, 그것을 믿으면 무한한 복이 있을 것이라는 편지도 있었다고 한다.
25. 1 2  이덕일 (2004). 《우리 역사의 수수께끼3》. 김영사. 74쪽. ISBN 89-349-1654-0. 백제에서 전해 준 불교는 그 수용을 둘러싸고 왜국 조정에 큰 소용돌이를 몰고 온다. 긴메이천황과 호족 소가노 이나메(蘇我稻目)는 수용하려 했으나 또다른 호족 모노노베노 오코시(物部尾輿)와 나카토미노 가마소(中臣鎌子)가 반대했다.
26. ↑  홍윤기 (2000). 《일본 천황은 한국인이다》. 효형출판. 92쪽. ISBN 89-86361-32-9. 그 당시(538년) 최고대신 소가노 이나메(소가노 우마코 대신의 아버지)는 성왕이 보내준 금동석가상을 자신의 저택에 모셔다 놓고, 자택을 코우겐지〔向原寺 〕로 삼았다. 이 무렵 국신파였던 모노노베노 오코시 〔物部尾輿, 모노노베노 모리야의 아버지〕대련(大連)이 조정에서 불교를 배척하기 시작했다. 백제인 킨메이 천황은 본국에서 성왕이 불교 신앙을 권유했기 때문에 몹시 곤혹스러워졌다. 즉 불교 신앙에 열성적인 최고대신 소가노 이나메와 국신파인 제2위의 장관 모노노베노 오코시의 양 파 사이에 끼여 적잖게 시달리게 되었다.
27. 1 2  〈卷第十九 欽明天皇〉. 《일본서기》. 720. 十三年...冬十月、百濟聖明王、更名聖王。遣西部姬氏達率怒唎斯致契等、獻釋迦佛金銅像一軀・幡蓋若干・經論若干卷。 (13년(552년) 겨울 10월, 백제의 성명왕(혹은 성왕이라고도 한다)이, 서부달솔 희씨 노리사치계를 보내어 석가불금동상 1구와 깃발 약간, 경전 여러 권을 보냈다.
28. 1 2  고유섭 (2005). 《구수한 큰맛》. 다할미디어. 160쪽. ISBN 89-89988-24-1. 원래 백제의 공예는 고도로 발달되었나니, 성왕 3년에 일본에 전한 번개(幡蓋)는 그 장엄함이 기록되지 않았으나, 일본 정사에 특히 그 기록이 실려 있는 것만 보더라도 보통이 아니었음을 알겠고, ...
29. 1 2 3 4  이은직 (2005). 《조선명인전》. 정홍준 역. 일빛. 28쪽. ISBN 89-5645-088-9. 552년에는 사원 건설을 위해, 많은 학자와 기술자를 비롯하여 의사나 음악가까지 파견하였다.
30. 1 2 3 4  〈卷第二十　敏達天皇〉. 《일본서기》. 720. 六年...冬十一月庚午朔、百濟國王、付還使大別王等、獻經論若干卷、幷律師・禪師・比丘尼・呪禁師・造佛工・造寺工、六人。遂安置於難波大別王寺。
31. 1 2  최범서 (2006). 《야사로 보는 삼국의 역사1》. 가람기획. 166쪽. ISBN 89-8435-241-1. 그 후 위덕왕 24년에 백제왕이 경론 몇 권, 율사律師 · 선사禪師 · 비구니 · 주금사呪噤師 · 조불공造佛工 · 조사공造寺工 등 6명을 보내었다. 이때부터 일본에서는 절과 부처 등을 만들었다.
32. 1 2 3 4  최용범 (2008). 《하룻밤에 읽는 한국사》. 페이퍼로드. 48쪽. ISBN 978-89-92920-16-2. 백제는 그 뒤 577년(위덕왕 24년)에 불상 만드는 기술자, 절 건축자를 보냈고, 이어 금속공예사, 기와 굽는 기술자까지 보냈다.
33. 1 2 3  이은직 (2005). 《조선명인전》. 정홍준 역. 일빛. 28쪽. ISBN 89-5645-088-9. 백제는... 이어서 577년에는 대대적인 학자와 승려 집단, 불상 및 사찰을 지을 목수들이 건너갔고, 신라에서도 579년에 승려와 불상을 보냈다.
34. 1 2  〈卷第二十　敏達天皇〉. 《일본서기》. 720. 十二年... 今在百濟火葦北國造阿利斯登子達率日羅、賢而有勇。... 冬十月、紀國造押勝等、還自百濟。復命於朝曰、百濟國主、奉惜日羅、不肯聽上。
35. 1 2  이기영 (2000). 《한국인의 윤리사상사》. 학문사. 132쪽. ISBN 89-467-1092-6. 위덕왕... 30년(583)에는 일본왕의 요청으로 고승 일라(日羅)가 건너갔으며, ...
36. 1 2  〈卷第二十　敏達天皇〉. 《일본서기》. 720. 十三年... 秋九月、從百濟來鹿深臣、闕名字。有彌勒石像一軀。佐伯連、闕名字。有佛像一軀。
37. 1 2  이덕일 (2004). 《우리 역사의 수수께끼3》. 김영사. 76쪽. ISBN 89-349-1654-0. 약 30년 후인 비다쓰(敏達)천황 13년(584)에 백제의 위덕왕(威德王)은 다시 왜국에 불상 1구와 미륵상 1구를 보냈다. 이때 대신으로 있던 소가노 이나메의 아들 소가노 우마코(蘇我馬子)도 부친처럼 이 불상을 받아들이려 했다. 소가노 우마코는 아버지로부터 불교를 수용하라는 유언을 받은 터였다.
38. 1 2 3  〈卷第廿一　用明天皇　崇峻天皇〉. 《일본서기》. 720. 崇峻天皇 ... 元年春三月、... 百濟國遣恩率首信・德率蓋文・那率福富味身等、進調幷獻佛舍利、僧聆照律師・令威・惠衆・惠宿・道嚴・令開等、寺工太良未太・文賈古子・鑪盤博士將德白昧淳、瓦博士麻奈文奴・陽貴文・㥄貴文・昔麻帝彌、畫工白加。
39. ↑  고유섭 (2005). 《구수한 큰맛》. 다할미디어. 160쪽. ISBN 89-89988-24-1. 원래 백제의 공예는 고도로 발달되었나니, ... 위덕왕 35년에 노반박사(露盤博士)로서 장덕(將德) · 백미순(將德白味淳)의 도일, 와박사(瓦博士)로서 마나부노(麻奈父奴) · 양귀문(陽貴文) · 석마제미(昔麻帝彌)의 도일 등 백제의 공예미술이 널리 전파된 것을 알겠다.
40. ↑  한국역사연구회 고대사 분과 (2004). 《고대로부터의 통신》. 푸른역사. 285쪽. ISBN 89-87787-79-6. 《일본서기》에 따르면, 민달천황 敏達天皇 원년(588)에 백제가 불사리佛舍利와 승려 여섯 명, 노반박사 露盤博士 한 명, 와박사 네 명, 화공畵工 한 명 등 사원 건설에 필요한 기술자를 일본에 파견하였다고 한다.
41. ↑  홍윤기 (2000). 《일본 천황은 한국인이다》. 효형출판. 87쪽. ISBN 89-86361-32-9. 소가노 우마코 대신은 오랜 세월 인내와 투쟁 속에서 배불파(排佛派)의 우두머리 모노노베노 모리야〔物部守屋, 515~587〕일당을 섬멸시킨 것이다. 조정의 제2위의 장관이던 모노노베노 모리야는 이른바 국신파(國神派)였다. 그러므로 백제에서 불교까지 들어온다면 자기네의 선주(先住) 신앙과 조정에서의 세력이 더욱 약화될 것을 우려해서 불교를 신봉하는 소가노 우마코에게 대립한 것이다.
42. ↑  〈卷第廿二　推古天皇〉. 《일본서기》. 720. 十年... 冬十月、百濟僧觀勒來之。仍貢暦本及天文地理書、幷遁甲方術之書也。是時、選書生三四人、以俾學習於觀勒矣。
43. ↑  〈卷第廿五　孝德天皇〉. 《일본서기》. 720. 三年...冬十月...新羅遣上臣大阿飡金春秋等、送博士小德高向黑麻呂・小山中中臣連押熊、來獻孔雀一隻・鸚鵡一隻。仍以春秋爲質。春秋美姿顏善談笑。
44. ↑  박노자 (2009년 6월 12일). “구원병 자격으로 한반도를 찾았던 왜군”. 한겨레21 제764호. 또 645년에 쿠데타로 집권한 급진개혁 세력은 당나라와 당나라의 동맹국인 신라를 중앙집권화 지향의 개혁 모델로 삼아 신라 지배자들과 빠른 속도로 가까워졌다. 대일 관계라면 일단 소홀히 다루는 우리 국사 교과서에는 나오지 않는 이야기지만, <일본서기>(고토쿠 천황 3년)에 따르면 647년에 신라의 실세인 김춘추(602∼661)가 직접 도일해 일본 귀족들에게 ‘아름답고 쾌활하다’는 인상을 심어주기도 했다. 백제를 없애려는 김춘추·김유신 일파로서는 백제의 오랜 동맹국인 왜국을 백제로부터 떼어내는 것이 급선무였다.
45. ↑  박노자 (2009년 6월 12일). “구원병 자격으로 한반도를 찾았던 왜군”. 한겨레21 제764호. 백제를 고립시키려는 신라의 적극적인 대왜 외교가 결국 실패한 이유는 무엇이었을까? 기본적으로는 왜국의 내부 사정이 크게 작용했다. 백제 계통으로 추정되는 유수의 호족인 소가(蘇我)씨와 긴밀한 통혼 관계를 가진, 그리고 나중에 덴지(天智·재위 661∼672) 천황으로 등극된 나가노 오에(中大兄·626∼672) 황자가 649년부터 왜국의 실권을 잡게 되어 친백제 경향은 친신라 경향보다 훨씬 우세해졌다.
46. ↑  이 시기 왜의 외교 정책에 대해서는 일관적으로 친백제 노선을 견지했다는 설과, 고토쿠 천황 중심의 친백제파와 나카노오에 황자 중심의 친신라(친당)파로 나뉘어 있었다는 설, 거꾸로 고토쿠 천황이 친신라(친당)파였고 나카노오에 황자가 친백제파였다는 등 역사학자들 사이에 의견이 분분하다. 우리 나라의 경우 이재석은 고토쿠 천황의 지휘 아래 이루어져 온 친신라(친당) 정책이 당의 백제 공격 결정에 의해 파탄나고, 친백제파였던 나카노오에가 아스카 천도를 단행하면서 고립된 고토쿠 천황을 실각시켰다는 견해를 주창하고 있다.
47. ↑  〈卷第廿五　孝德天皇〉. 《일본서기》. 720. 二年春三月...是歲、新羅貢調使知萬沙飡等、着唐國服、泊于筑紫。朝庭惡恣移俗、訶嘖追還。于時、巨勢大臣、奏請之曰、方今不伐新羅、於後必當有悔。其伐之狀、不須舉力。
48. ↑  박노자 (2009년 6월 12일). “구원병 자격으로 한반도를 찾았던 왜군”. 한겨레21 제764호. 나가노 오에 뒤에 있는 소가씨 등의 호족들에게 백제란 ‘우리 조상의 땅’이었을 것이란 점을 잊으면 안 된다. 거기에다 신라와 당나라의 너무나 빠른 ‘친해지기’는 왜국 지배자들에게 불안을 심어주었다. 649∼651년에 당나라 관복 제도와 궁중의례 등을 빨리 받아들인 신라의 사절인 사찬 지만(知萬)이 651년 왜국에 오자(<일본서기> 고토쿠 천황 백치 2년) 왜국 지배자들이 이를 불쾌하게 여겨 ‘신라 침공’까지 들먹였다.
49. ↑  김부식 (1145). 〈본기 권28 의자왕〉. 《삼국사기》. 十三年 ...秋八月 王與倭國通好  (13년(653) ... 가을 8월에 왕은 왜(倭)와 우호를 통하였다.  )
50. ↑  〈卷第廿三　舒明天皇〉. 《일본서기》. 720. 三年...三月庚申朔、百濟王義慈入王子豐章爲質。
51. ↑  김부식 (1145). 〈본기 권28 의자왕〉. 《삼국사기》. 迎古王子扶餘豊 嘗質於倭國者 立之爲王(일찍이 왜국에 볼모로 가 있던 옛 왕자[古王子] 부여풍(扶餘豊)을 맞아다가 왕으로 삼았다. )
52. ↑  KBS역사스페셜 (2001). 《역사스페셜3》. 효형출판. 76쪽. ISBN 89-86361-55-8. 『일본서기』는 “서명기(舒明紀) 3년(631), 백제 의자왕이 왕자 풍장을 보내 질(質)로 삼았다(百濟王義慈入王子豐章爲質)”고 적고 있다〔『일본서기』의 서명기(舒明紀) 3년은 백제 무왕(武王) 32년으로, 이때는 아직 의자왕(義慈王)이 즉위하지 않았다〕. 여기서 눈길을 끄는 것은 ‘인질(人質)’이라는 의미의 ‘질(質 )’이다. 「백제본기」도 661년 “일찍이 왜에 질(質)로 가 있던 옛 왕자 부여풍을 맞아 왕으로 삼았다(迎古王子扶餘豊, 嘗質於倭國者, 立之爲王)”고 기록한다. 왜에 있던 부여풍이 백제를 부흥하기 위해 돌아왔다는 것인데 여기에도 역시 ‘질(質)’이라고 표현되어 있다. 『삼국사기』와 『일본서기』의 두 기록을 종합해 보면 백제 왕자 부여풍은 631년에서 661년까지 30년간 왜에 인질로 있었다.
53. ↑  〈卷第廿七 　 天智天皇〉. 《일본서기》. 720. 四年…十二月…秋八月。…遣達率憶禮福留。達率四比福夫於筑紫國築大野及椽二城。
54. ↑  〈卷第廿七 　 天智天皇〉. 《일본서기》. 720. 六年…十一月…是月。築倭國高安城。讃吉國山田郡屋嶋城。對馬國金田城。
55. ↑  연민수 (1998). 《일본역사》. 보고사. 46쪽. ISBN 89-86142-81-3. 나당연합군의 침공에 대비하여 쓰시마(対馬) · 이키(壱岐)와 북큐슈의 각지에 사키모리(防人, 변경수비대)와 봉수를 설치하고, 북규슈에 평지성인 미즈키(水城)을 축조하였다. 또 쓰시마로부터 북큐슈, 기나이의 왕도에 이르는 국방상의 요새에 조선식산성6 )이라 불리는 산성을 축조하고 북큐슈에는 군정기관으로서 다자이후(大宰府)를 설치하였다. … 6) 산성은 이전 일본에서는 존재하지 않았던 방어시설물로서 백제 망명세력의 지도하에 축조되는데 이를 조선식산성이라 부른다.
56. ↑  박노자 (2009년 6월 12일). “구원병 자격으로 한반도를 찾았던 왜군”. 한겨레21 제764호. 그리하여 백제 부흥운동 세력들이 완전히 패배하자 왜국은 서둘러 665년부터 신라와의 관계를 정상화하고, 그 뒤로는 신라의 실력자 김유신에게 ‘선물 공세’를 취하는 등 8세기 초까지 당나라와는 거의 교류를 하지 않으면서도 신라와의 교류에는 적극적이었다. 원효와 같은 신라 승려들이 나중에 본국보다 일본에서 더 유명해질 수 있는 정치•외교사적 배경이 바로 여기에 있다.
57. ↑  김부식 (1145). 〈본기 권8 성덕왕〉. 《삼국사기》. 二年...日本國使至　摠二百四人 (2년(703)  일본국 사신이 이르렀는데, 모두 204명이었다. )
58. ↑  박노자 (2009년 7월 24일). “[박노자의 거꾸로 본 고대사] 통일신라-일본의 친교는 왜 잊혀졌나”. 《한겨레21》 (한겨레신문사). 2009년 7월 27일에 확인함.
59. ↑  홍윤기 교수 (2006년 7월 25일). “ [홍윤기의 역사기행] ①일본 속 백제 발자취’”. 세계일보. 2009년 7월 8일에 확인함. 일본에서는 백제를 ‘구다라’로 부르기 때문이다.
60. ↑  홍윤기 교수 (2006년 7월 25일). “ [홍윤기의 역사기행] ①일본 속 백제 발자취’”. 세계일보. 2009년 7월 8일에 확인함. 오사카(大阪)는 일본 제2의 대도시다. 일찍이 한반도 남쪽에서 배를 타고 거센 물결을 헤치며 열도로 건너간 백제인들은 이곳에 몰려 살면서 ‘백제주(百濟洲)’라는 새로운 삶의 터전을 만들기 시작했다. 일본어로는 ‘구다라스(百濟洲·くだらす)’라고 한다. 일본에서는 백제를 ‘구다라’로 부르기 때문이다.
61. ↑  KBS역사스페셜 (2003). 《역사스페셜6》. 효형출판. 16쪽. ISBN 8986361841. 다자이후는 신라와 당나라 등 외국 사신들이 입국할 때 외교 절차를 거치던 곳이다. 『속일본기』에는 이곳에 온 신라 사신들을 그냥 돌려보낸 몇 차례의 사건들이 기록되어 있다. 사신을 돌려보낸 이유에 대해 일본은 신라가 믿음이 없고 예의가 없기 때문이라고 했다. 특히 8세기, 신라와 일본 사시의 외교 마찰은 심각했다. 신라로 간 일본 사신들도 오만하고 무례하다는 이유로 왕을 보지 못하고 돌아오기가 수 차례, 서로 쫓아내고 쫓겨나는 외교분쟁이 끊임없이 불거졌다.
62. ↑  일연 (1281). 〈권2 기이 효성왕〉. 《삼국유사》. 開元十年壬戌十月。始築關門於毛火郡。今毛火村。屬慶州東南境。乃防日本塞垣也。周迴六千七百九十二步五尺。役徒三萬九千二百六十二人。掌員元真角干。開元二十一年癸酉。唐人欲征北犾。請兵新羅。客使六百四人來还國 (효성왕 개원(開元) 10년 임술(壬戌) 10월에 처음으로 모화군 (毛火郡)에 관문(關門)을 쌓았다. 지금의 모화촌 (毛火村)으로 경주 (慶州)의 동남지역에 속하니, 곧 일본 (日本)을 방어하는 요새였다. 둘레는 6천 7백 92보 5자 이고, 동원된 역부는 3만 9천 2백 62명이며, 감독관(掌員)은 원진 (元眞) 각간(角干) 이었다. )
63. ↑  김부식 (1145). 〈본기 권8 성덕왕〉. 《삼국사기》. 二十一年　…冬十月　…築毛伐郡城　以遮日本賊路 (21년(722) …겨울 10월에 … 모벌군성(毛伐郡城)을 쌓아 일본 도적들이 [노략질하는] 길을 막았다.)
64. ↑  김부식 (1145). 〈본기 권8 성덕왕〉. 《삼국사기》. 三十年　…日本國兵船三百艘　越海襲我東邊　王命將出兵　大破之　秋九月　命百官會的門　觀射車弩 (30년(731) …일본국 병선 300척이 바다를 건너 우리의 동쪽 변경을 습격하였으므로 왕이 장수를 시켜 군사를 내어 이를 크게 깨뜨렸다. 가을 9월에 백관에게 명하여 적문(的門)에 모여 수레 쇠뇌(車弩) 쏘는 것을 관람하도록 하였다.)
65. ↑  김부식 (1145). 〈본기 권9 경덕왕〉. 《삼국사기》. 元年　冬十月　日本國使至　不納 (원년(742) 겨울 10월에 일본국(日本國) 사신이 이르렀으나 받아 들이지 않았다.)
66. ↑  김부식 (1145). 〈본기 권9 경덕왕〉. 《삼국사기》. 十二年　秋八月　日本國使至　慢而無禮　王不見之　乃廻 (12년(753) 가을 8월에 일본국 사신이 이르렀는데, 오만하고 예의가 없었으므로 왕이 그들을 접견하지 않자 마침내 돌아갔다.)
67. ↑  KBS역사스페셜 (2003). 《역사스페셜6》. 효형출판. 18쪽. ISBN 8986361841. 일본이 762년을 침공 원년으로 삼은 데는 두 가지 중요한 이유가 더 있었다. 당시 신라와 우호적인 관계에 있던 당이 ‘안사(安史, 안녹산과 사사명)의 난’으로 심각한 정치적 혼란을 겪고 있었다. 무려 10년이나 계속된 난으로 당은 국제 정세에 주의를 기울일 여력이 여력이 없었다. 바로 이때 신라를 공격한다면 신라의 우방인 당나라도 돕지 못할 것이라는 일본 나름의 계산이 있었던 것이다. 또 한 가지, 일본이 신라를 침공해야 했던 내부적인 원인이 있었다. 일본 정계를 흔들던 한 인물의 야망 때문이었다.
68. ↑  서영교 (2009). 《신라인 이야기》. 살림. 204~205쪽. ISBN 9788952210739. 후지와라 나카마로는 파병 규정(행군식)을 만들고 여러 지방에 명령을 내려 3년 동안 500척의 병선을 건조하도록 하는 등 신라 정벌을 준비하고 있었다. 761년에는 미노와 무사시 두 지역의 소년 40명에게 신라말을 배우게 했고, 그 후에도 여러 지방에 절도사 체제를 강요하고 전투에 대비하도록 했다.
69. ↑  연민수 (1998). 《일본역사》. 보고사. 55쪽. ISBN 89-86142-81-3. 대외적으로는 신라·당과의 통교를 긴밀하게 하는 한편, ...
70. ↑  연민수 (1998). 《일본역사》. 보고사. 61쪽. ISBN 89-86142-81-3. 정창원 … 특히 신라와 일본의 교류가 활발해 신라의 물건이 많이 남아 있다. 신라의 예를 들면 공방에서 만든 생활용품 ·공예품·문방사구 등 다양하다. 구체적인 물품의 종류는 매신라물해(買新羅物解)라는 문서에 보이고 있는데, 이 문서는 일본에 들어 온 신라물건을 사기 위해 일본의 관인·귀족들이 물품의 종류와 가격을 적어 관청에 올린 문서이다. 여기에 나타난 물건의 종류를 보면 각종 금속공예·기물·모직가죽제품·불교관계의 물건·약물·향료·염료 등 다양하다.
71. ↑  박복원 (2004). 《일본정보뱅크》. 백산출판사. 136쪽. ISBN 8977396271. 그러나 대륙에서는 신라와 당나라가 서로 대립하면서 양국은 각각 일본을 자기 세력으로 끌어들이려고 일본에 국교를 요청하였으며, 일본은 견당사(遣唐使)와 견신라사(遣新羅使)를 파견하였다. 사절과 유학생이 많았던 것은 당나라보다 가깝고 항해에 안전한 신라쪽이었다.
72. ↑  김부식 (1145). 〈본기 권10 애장왕〉. 《삼국사기》. 　哀莊王… 四年　…　秋七月　與日本國　交聘結好 (애장왕…4년(803) 가을 7월에 일본국과 서로 사신을 교환하여 예방하고 우호를 맺었다.)
73. ↑  김부식 (1145). 〈본기 권10 애장왕〉. 《삼국사기》. 　哀莊王… 五年　…　夏五月　日本國遣使　進黄金三百兩 (애장왕…5년(804) … 여름 5월에 일본국이 사신을 보내와 황금 300량을 바쳤다.)
74. ↑  김부식 (1145). 〈본기 권11 헌강왕〉. 《삼국사기》. 　憲康王… 八年　夏四月　日本國王遣使　進黃金三百兩　明珠一十箇 (헌강왕 8년(882) 여름 4월에 일본국 왕이 사신을 보내 황금 300량과 야광주[明珠] 10개를 바쳤다.)
75. ↑  김성호, 김상한 (2008). 《한중일 국가기원과 그 역사》. 맑은소리. 262쪽. ISBN 9788980502219. 그 후 『일본후기』연력 18년(799) 5월 29일자로 일본은 “사신의 신라 파견을 정지했다(停遣新羅使).” 당시 일본은 일본을 상국으로 받드는 발해와는 계속 왕래해도 대등외교를 표방하는 신라와는 외교관계를 단절하였다. 그런데도 「신라본기」엔 제40대 애장왕 4년(803) 7월에 “일본과 교빙하여 우호를 맺고” 다음 해 5월에 “일본이 황금 300냥을 진상”했으며, 제43대 헌강왕 8년(882) 4월에도 “일본 국왕이 사신을 보내 황금 300냥과 명주 10개를 헌상했다” 한다. 그러나 일본이 신라에 사신 파견을 정지한 터에 왜 황금을 받쳤겠나. 따라서 신라사의 권위 신형식이 나일 관계가 “9세기 이후 정상화되었다”235)는 주장은 신라와 일본의 쌍방기록을 대조하지 않고 「신라본기」만 본 아전인수다. ... 235) 申瀅植, “統一新羅의 對日關係”, 『統一新羅史 硏究』, 三知社, 1990
76. ↑  허홍범 (2006). 《군함 이야기》. 좋은책만들기. 82쪽. ISBN 8989222931. 당과 교역을 하면서도 항상 견제를 하던 발해는 812년 당의 요구에 따라 신라가 발해원정에 참여하자 신라를 적대시하는 반면 신라에 반감을 가지고 있던 일본과 동맹을 추구했다. 따라서 정세는 신라와 당, 발해와 일본의 이분구도를 이루게 되었다. 일본은 836년 견신라사 파견을 중단하고 838년에는 견당사 파견을 중단하여 발해와의 관계만을 유지했다.
77. ↑  일본측이 대조선 무역에서 사용하던, 조선 정부가 일본의 통교자에게 발급해 준 도장. 도서는 도장의 면에 실명이나 성명을 새긴 구리로 된 도장이다. 이를 받은 일본인을 수도서인(受圖書人)이라고 하였는데, 이는 다른 사람의 이름을 도용하는 것을 방지하기 위해서였다.
78. ↑  조선에 오가는 일본인이 쓰시마 도주 소 씨에게서 받은 도항증명서. 1436년부터 실시되었으며, 이 제도에 따라 모든 대조선 통교자는 문인을 지참하는 것이 의무화되었다. 또한 조선 연안에서 고기잡이를 하는 어선에 대해서도 쓰시마 소 씨의 문인이 발급되었다. 이로 인해서 조선으로 오는 일본인들에 대한 통제와 관리를 할 수 있었고, 한반도 남해안의 안전을 도모할 수 있는 계기가 되기도 하였다.
79. ↑  국사 편찬 위원회, 《고등학교 국사》, 교육 인적 자원부, 서울 2004. 335쪽.
80. ↑  “국가별 수출입”. 한국무역협회. 2011년 11월 2일에 원본 문서에서 보존된 문서. 2022년 4월 11일에 확인함.
81. ↑  한국문화재보호재단 편집부 (2003). 《새문화유적지도》. 한국문화재보호재단. 32쪽. ISBN 89-85764-39-X. 동삼동패총 ... 또한 일본 신석기시대의 도도로끼식 토기와 흑요석 석재 등은 일본지역으로부터 들어오것으로 당시 사람들의 바다를 통한 문화교류를 알 수 있다.
82. ↑  연민수 (1998). 《일본역사》. 보고사. 55쪽. ISBN 89-86142-81-3. 대외적으로는 신라·당과의 통교를 긴밀하게 하는 한편, ...
83. ↑  연민수 (1998). 《일본역사》. 보고사. 61쪽. ISBN 89-86142-81-3. 정창원 … 특히 신라와 일본의 교류가 활발해 신라의 물건이 많이 남아 있다. 신라의 예를 들면 공방에서 만든 생활용품 ·공예품·문방사구 등 다양하다. 구체적인 물품의 종류는 매신라물해(買新羅物解)라는 문서에 보이고 있는데, 이 문서는 일본에 들어 온 신라물건을 사기 위해 일본의 관인·귀족들이 물품의 종류와 가격을 적어 관청에 올린 문서이다. 여기에 나타난 물건의 종류를 보면 각종 금속공예·기물·모직가죽제품·불교관계의 물건·약물·향료·염료 등 다양하다.
84. ↑  홍윤기 교수 (2006년 8월 1일). “[홍윤기의 역사기행]②구다라스의 백제인 왕과 왕인 박사 ”. 세계일보. 2009년 7월 19일에 확인함. 약2000년 전에 일본으로 간 고대 한국인(야요이인)들은 ‘벼농사법’도 전수했다. 한반도 벼농사의 도래에 관해 가도와키 데이지(門脇禎二) 교토대학 사학과 교수는 고고학 측면에서 다루고 있다.  “모름지기 일본의 벼농사 문화는 한반도 남쪽인 한국을 거쳐 직접 전해졌을 가능성이 가장 크다. 한국 특유의 바둑판형 지석묘가 기타큐슈(北九州)의 조몬(繩文) 시대(BC 3세기 이전) 후기 말경부터 야요이 시대(BC 3∼AD 3세기) 전기에 만들어졌다고 하는 것과, 한국의 지석묘에 있는 특유한 마제석기가 기타큐슈의 야요이 시대 전기 유적에서도 발견되었다는 점 등은 야요이 문화 형성기에 한국과 기타큐슈 사이에 밀접한 관계가 있었다는 것을 말해준다. ... 또한 시마바라 반도의 구레이시바루(礫石原) 유적에서는 벼와 직물이 짓눌린 흔적이 있는 토기가 발견됨으로써 이미 조몬 시대 만기에 한국 문화와 접촉이 있었으며, 야요이 문화의 주요 구성 요소 중에 벼와 직물이 조몬 만기의 사회에 전해진 것을 알게 되었다.”(‘체계일본역사’·1967)
85. ↑  홍윤기 교수 (2009년 1월 13일). “[홍윤기의 역사기행]<84>고대 논터 발굴된 오사카 ‘나가하라 유적’”. 세계일보. 2009년 7월 8일에 확인함. 이 글의 결론 부분에서 니시타니 교수는 “일본에 벼농사가 시작된 시기와 관련된 여러 요소를 검토해보면 그 모든 것이 한반도 남부와 직결된다. ... ”고 했다.
86. ↑  진수 (3세기). 〈三國志 卷30 烏丸鮮卑東夷傳〉. 《삼국지》. 國出鐵，韓、濊、倭皆從取之。諸巿買皆用鐵，如中國用錢，又以供給二郡。
87. ↑  홍윤기 (2000). 《일본 천황은 한국인이다》. 효형출판. 92쪽. ISBN 89-86361-32-9. 그 당시(538년) 최고대신 소가노 이나메(소가노 우마코 대신의 아버지)는 성왕이 보내준 금동석가상을 자신의 저택에 모셔다 놓고, 자택을 코우겐지〔向原寺〕로 삼았다. 이 무렵 국신파였던 모노노베노 오코시 〔物部尾輿, 모노노베노 모리야의 아버지〕대련(大連)이 조정에서 불교를 배척하기 시작했다. 백제인 킨메이 천황은 본국에서 성왕이 불교 신앙을 권유했기 때문에 몹시 곤혹스러워졌다. 즉 불교 신앙에 열성적인 최고대신 소가노 이나메와 국신파인 제2위의 장관 모노노베노 오코시의 양 파 사이에 끼여 적잖게 시달리게 되었다.
88. ↑  고유섭 (2005). 《구수한 큰맛》. 다할미디어. 160쪽. ISBN 89-89988-24-1. 원래 백제의 공예는 고도로 발달되었나니, ... 위덕왕 35년에 노반박사(露盤博士)로서 장덕(將德) · 백미순(將德白味淳)의 도일, 와박사(瓦博士)로서 마나부노(麻奈父奴) · 양귀문(陽貴文) · 석마제미(昔麻帝彌)의 도일 등 백제의 공예미술이 널리 전파된 것을 알겠다.
89. ↑  한국역사연구회 고대사 분과 (2004). 《고대로부터의 통신》. 푸른역사. 285쪽. ISBN 89-87787-79-6. 《일본서기》에 따르면, 민달천황 敏達天皇 원년(588)에 백제가 불사리佛舍利와 승려 여섯 명, 노반박사 露盤博士 한 명, 와박사 네 명, 화공畵工 한 명 등 사원 건설에 필요한 기술자를 일본에 파견하였다고 한다.
90. ↑  〈卷第廿二　推古天皇〉. 《일본서기》. 720. 十年... 冬十月、百濟僧觀勒來之。仍貢暦本及天文地理書、幷遁甲方術之書也。是時、選書生三四人、以俾學習於觀勒矣。
91. ↑  홍윤기 (2000). 《일본 천황은 한국인이다》. 효형출판. 87쪽. ISBN 89-86361-32-9. 소가노 우마코 대신은 오랜 세월 인내와 투쟁 속에서 배불파(排佛派)의 우두머리 모노노베노 모리야〔物部守屋, 515~587〕일당을 섬멸시킨 것이다. 조정의 제2위의 장관이던 모노노베노 모리야는 이른바 국신파(國神派)였다. 그러므로 백제에서 불교까지 들어온다면 자기네의 선주(先住) 신앙과 조정에서의 세력이 더욱 약화될 것을 우려해서 불교를 신봉하는 소가노 우마코에게 대립한 것이다.
92. ↑  고유섭 (2005). 《구수한 큰맛》. 다할미디어. 160쪽. ISBN 89-89988-24-1. 원래 백제의 공예는 고도로 발달되었나니, ... 위덕왕 35년에 노반박사(露盤博士)로서 장덕(將德) · 백미순(將德白味淳)의 도일, 와박사(瓦博士)로서 마나부노(麻奈父奴) · 양귀문(陽貴文) · 석마제미(昔麻帝彌)의 도일 등 백제의 공예미술이 널리 전파된 것을 알겠다.
93. ↑  한국역사연구회 고대사 분과 (2004). 《고대로부터의 통신》. 푸른역사. 285쪽. ISBN 89-87787-79-6. 《일본서기》에 따르면, 민달천황 敏達天皇 원년(588)에 백제가 불사리佛舍利와 승려 여섯 명, 노반박사 露盤博士 한 명, 와박사 네 명, 화공畵工 한 명 등 사원 건설에 필요한 기술자를 일본에 파견하였다고 한다.

## 참고 문헌
- 진수(3세기),《삼국지》, 〈권30 > 변진전(弁辰傳)〉
- 김부식 (1145). 〈권01〉, 〈권02〉. 《삼국사기》.

- 《글로벌 세계 대백과사전》

- 3권 한국사

- 관륵
- 일본과의 관계

- 9권 정치

- 한국과 일본의 관계〔서설〕
- 한·일 국교정상화
- 8·15 사건 후의 한·일 관계
- 1980년대 이후의 한일관계
- 한·일 양국간의 문제점
- 일본의 대한정책
- 한·일 정기각료회의

## 같이 보기
- 한일 분쟁
  - 독도 분쟁
  - 대마도 정벌
  - 동해 명칭 문제
- 한일역사공동연구위원회